# Seznam utkání Třince v play off české hokejové extraligy
Toto je seznam zápasů Třince v play off české hokejové extraligy .

## Třinec
| Předkolo                                                                                     | Čtvrtfinále | Semifinále                                                        | Finále                                              |
| -------------------------------------------------------------------------------------------- | --- | ----------------------------------------------------------------- | --------------------------------------------------- |
|                                                                                              | České Budějovice 2023/2024 (4 : 3)                                                                              | Sparta Praha 2023/2024 (4 : 3)                                    | Pardubice 2023/2024 (4 : 3)                         |
|                                                                                              | Brno 2020/2021 (4 : 0)                                                                                          |                                                                   | Brno 2017/2018 (1 : 4)                              |
|                                                                                              | | Hradec Králové 2017/2018 (4 : 2)                                  | Hradec Králové 2022/2023 (4 : 2)                    |
|                                                                                              | Chomutov 2016/2017 (2 : 4)                                                                                      |                                                                   |                                                     |
|                                                                                              | Liberec 2006/2007 (3 : 4)                                                                                       |                                                                   | Liberec 2018/2019 (4 : 2) Liberec 2020/2021 (4 : 1) |
| Litvínov 2022/2023 (3 : 0) Litvínov 2024/2025 (3 : 1)                                        | Litvínov 2010/2011 (4 : 2)                                                                                      |                                                                   | Litvínov 2014/2015 (3 : 4)                          |
|                                                                                              | Mladá Boleslav 2014/2015 (4 : 1)                                                                                | Mladá Boleslav 2020/2021 (4 : 3) Mladá Boleslav 2021/2022 (4 : 0) |                                                     |
|                                                                                              | Pardubice 1996/1997 (1 : 3) Pardubice 2009/2010 (1 : 4) Pardubice 2013/2014 (4 : 1) Pardubice 2017/2018 (4 : 3) | Pardubice 2002/2003 (2 : 4) Pardubice 2022/2023 (4 : 3)           |                                                     |
| Plzeň 2008/2009 (2 : 3)                                                                      | Plzeň 1998/1999 (3 : 2) Plzeň 1999/2000 (1 : 3)                                                                 | Plzeň 2018/2019 (4 : 3)                                           |                                                     |
| Sparta Praha 2001/2002 (2 : 4) Sparta Praha 2012/2013 (4 : 3) Sparta Praha 2022/2023 (4 : 2) | Sparta Praha 2014/2015 (4 : 2) Sparta Praha 2024/2025 (1 : 4)                                                   | Sparta Praha 2021/2022 (4 : 2)                                    |                                                     |
|                                                                                              | Vítkovice 2002/2003 (4 : 2) Vítkovice 2018/2019 (4 : 0)                                                         | Vítkovice 1997/1998 (3 : 2)                                       | Vítkovice 2010/2011 (4 : 1)                         |
| Karlovy Vary 2006/2007 (3 : 0)                                                               | |                                                                   |                                                     |
|                                                                                              | Slavia Praha 1997/1998 (3 : 2) Slavia Praha 2005/2006 (0 : 4) Slavia Praha 2007/2008 (1 : 4)                    | Slavia Praha 2010/2011 (4 : 3)                                    |                                                     |
|                                                                                              | |                                                                   | Vsetín 1997/1998 (0 : 3)                            |
| Znojmo 2007/2008 (3 : 0)                                                                     | |                                                                   |                                                     |
| celkem výher 133 - celkem proher 104                                                         | |                                                                   |                                                     |

## Třinec - Zlín
| Číslo | Sezona    | Utkání      | Domácí | Výsledek        | Hosté  | Třetiny           |
| --- | --------- | ----------- | ------ | --------------- | ------ | ----------------- |
| 01. | 1995/1996 | 1. kolo     | Zlín   | 4 : 1 Report    | Třinec | (1:1 , 1:0 , 2:0) |
| Branky Třince 16:52 Roman Kontšek |           |             |        |                 |        |                   |
| 02. | 1995/1996 | 1. kolo     | Zlín   | 6 : 3 Report    | Třinec | (4:2 , 2:1 , 0:0) |
| Branky Třince 04:17 Petr Sikora, 18:48 Petr Zajonc, 31:03 Antonín Plánovský                                                                                                   |           |             |        |                 |        |                   |
| 03. | 1995/1996 | 1. kolo     | Třinec | 2 : 3 Report    | Zlín   | (1:0 , 0:3 , 1:0) |
| Branky Třince 19:28 Petr Sikora, 57:10 Petr Mainer |           |             |        |                 |        |                   |
| |           |             |        |                 |        |                   |
| 04. | 1998/1999 | semifinále  | Zlín   | 5 : 1 Report    | Třinec | (2:0 , 2:1 , 1:0) |
| Branky Třince 30:25 Petr Folta |           |             |        |                 |        |                   |
| 05. | 1998/1999 | semifinále  | Zlín   | 2 : 1 Report    | Třinec | (1:1 , 0:0 , 1:0) |
| Branky Třince 14:12 Jozef Daňo |           |             |        |                 |        |                   |
| 06. | 1998/1999 | semifinále  | Třinec | 5 : 1 Report    | Zlín   | (1:1 , 2:0 , 2:0) |
| Branky Třince 19:50 Branislav Jánoš, 21:13 Viktor Ujčík, 23:29 Viktor Ujčík, 45:42 Viktor Ujčík hetrick , 48:58 Branislav Jánoš                                               |           |             |        |                 |        |                   |
| 07. | 1998/1999 | semifinále  | Třinec | 5 : 4 Report    | Zlín   | (1:2 , 1:2 , 3:0) |
| Branky Třince 10:08 Jiří Kuntoš, 35:52 Tomáš Chlubna, 44:57 Aleš Zima, 45:49 Richard Král, 47:00 Branislav Jánoš                                                              |           |             |        |                 |        |                   |
| 08. | 1998/1999 | semifinále  | Zlín   | 3 : 2 Report    | Třinec | (2:1 , 0:0 , 1:1) |
| Branky Třince 06:35 Václav Pletka, 50:19 Ľubomír Sekeráš |           |             |        |                 |        |                   |
| |           |             |        |                 |        |                   |
| 09. | 2003/2004 | čtvrtfinále | Zlín   | 4 : 1 Report    | Třinec | (3:0 , 0:0 , 1:1) |
| Branky Třince 56:31 Rostislav Martynek |           |             |        |                 |        |                   |
| 10. | 2003/2004 | čtvrtfinále | Zlín   | 1 : 3 Report    | Třinec | (1:2 , 0:1 , 0:0) |
| Branky Třince 01:46 Jiří Malinský, 12:44 Marek Melenovský, 38:19 Marek Zadina                                                                                                 |           |             |        |                 |        |                   |
| 11. | 2003/2004 | čtvrtfinále | Třinec | 1 : 0 Report    | Zlín   | (0:0 , 1:0 , 0:0) |
| Branky Třince 26:14 Jiří Polanský |           |             |        |                 |        |                   |
| 12. | 2003/2004 | čtvrtfinále | Třinec | 2 : 3 SN Report | Zlín   | (1:0 , 1:1 , 0:1) |
| Branky Třince 04:05 Zdeněk Pavelek, 32:40 Petr Jančařík, rozhodující SN za Zlín Petr Leška                                                                                    |           |             |        |                 |        |                   |
| 13. | 2003/2004 | čtvrtfinále | Zlín   | 8 : 3 Report    | Třinec | (2:0 , 1:2 , 5:1) |
| Branky Třince 25:21 Jiří Polanský, 26:37 Marek Melenovský, 41:22 Filip Štefanka                                                                                               |           |             |        |                 |        |                   |
| 14. | 2003/2004 | čtvrtfinále | Třinec | 1 : 0 SN Report | Zlín   | (0:0 , 0:0 , 0:0) |
| Branky Třince rozhodující SN Jiří Polanský |           |             |        |                 |        |                   |
| 15. | 2003/2004 | čtvrtfinále | Zlín   | 2 : 0 Report    | Třinec | (0:0 , 1:0 , 1:0) |
| Branky Třince nikdo |           |             |        |                 |        |                   |
| |           |             |        |                 |        |                   |
| 16. | 2011/2012 | předkolo    | Zlín   | 3 : 0 Report    | Třinec | (0:0 , 0:0 , 3:0) |
| Branky Třince nikdo – nejlepší hráč utkání Peter Hamerlík |           |             |        |                 |        |                   |
| 17. | 2011/2012 | předkolo    | Zlín   | 3 : 4 SN Report | Třinec | (1:3 , 1:0 , 1:0) |
| Branky Třince 05:09 Jakub Orsava, 17:53 Erik Hrňa, 19:57 Martin Adamský, rozhodující SN Miloslav Hořava – nejlepší hráč utkání Martin Adamský                                 |           |             |        |                 |        |                   |
| 18. | 2011/2012 | předkolo    | Třinec | 6 : 2 Report    | Zlín   | (1:0 , 3:1 , 2:1) |
| Branky Třince 18:35 Miloslav Hořava, 24:27 Miloslav Hořava, 28:05 Lukáš Zíb, 36:01 Jan Peterek, 48:11 Tomáš Kůrka, 58:37 Lukáš Zíb nejlepší hráč utkání Miloslav Hořava       |           |             |        |                 |        |                   |
| 19. | 2011/2012 | předkolo    | Třinec | 1 : 2 SN Report | Zlín   | (1:0 , 0:1 , 0:0) |
| Branky Třince 15:10 Andrej Novotný, rozhodující SN za Zlín Bedřich Köhler – nejlepší hráč utkání Jan Peterek                                                                  |           |             |        |                 |        |                   |
| 20. | 2011/2012 | předkolo    | Zlín   | 4 : 2 Report    | Třinec | (1:0 , 2:1 , 1:1) |
| Branky Třince 36:15 Jakub Orsava, 57:57 Zbyněk Hampl – nejlepší hráč utkání Jakub Orsava                                                                                      |           |             |        |                 |        |                   |
| |           |             |        |                 |        |                   |
| 21. | 2012/2013 | semifinále  | Zlín   | 3 : 1 Report    | Třinec | (1:1 , 1:0 , 1:0) |
| Branky Třince 19:11 Tomáš Klimenta – nejlepší hráč utkání Jan Peterek |           |             |        |                 |        |                   |
| 22. | 2012/2013 | semifinále  | Zlín   | 2 : 6 Report    | Třinec | (0:4 , 1:1 , 1:1) |
| Branky Třince 10:03 Martin Růžička, 14:33 David Květoň, 16:11 Tomáš Klimenta, 16:37 Radek Bonk, 27:42 Václav Varaďa, 47:20 Jiří Polanský – nejlepší hráč utkání Jiří Polanský |           |             |        |                 |        |                   |
| 23. | 2012/2013 | semifinále  | Třinec | 3 : 4 SN Report | Zlín   | (0:1 , 1:1 , 2:1) |
| Branky Třince 38:58 Jan Peterek, 52:29 Tomáš Klimenta, 55:46 Jan Peterek, rozhodující SN za Zlín Filip Čech – nejlepší hráč utkání Vladimír Roth                              |           |             |        |                 |        |                   |
| 24. | 2012/2013 | semifinále  | Třinec | 1 : 2 SN Report | Zlín   | (1:1 , 0:0 , 0:0) |
| Branky Třince 15:14 Martin Adamský, rozhodující SN za Zlín Petr Leška – nejlepší hráč utkání Peter Hamerlík                                                                   |           |             |        |                 |        |                   |
| 25. | 2012/2013 | semifinále  | Zlín   | 1 : 6 Report    | Třinec | (1:1 , 0:5 , 0:0) |
| Branky Třince 06:36 Martin Růžička, 20:43 Martin Růžička, 28:34 Radek Bonk, 29:46 Lukáš Zíb, 30:24 David Květoň, 35:23 Ctirad Ovčačík – nejlepší hráč utkání Martin Růžička   |           |             |        |                 |        |                   |
| 26. | 2012/2013 | semifinále  | Třinec | 3 : 4 Report    | Zlín   | (0:1 , 1:1 , 2:2) |
| Branky Třince 26:32 Radek Bonk, 54:22 Lukáš Zíb, 28:28 Jan Peterek - nejlepší hráč utkání Jan Peterek                                                                         |           |             |        |                 |        |                   |
| |           |             |        |                 |        |                   |
| 27. | 2013/2014 | semifinále  | Třinec | 4 : 0 Report    | Zlín   | (0:0 , 4:0 , 0:0) |
| Branky Třince 21:30 Marek Trončinský, 25:01 Martin Růžička, 30:37 Vojtěch Polák, 37:00 Vojtěch Polák – nejlepší hráč utkání Vojtěch Polák                                     |           |             |        |                 |        |                   |
| 28. | 2013/2014 | semifinále  | Třinec | 5 : 2 Report    | Zlín   | (0:1 , 3:1 , 2:0) |
| Branky Třince 23:56 Martin Adamský, 34:32 Radek Bonk, 38:50 Radek Bonk, 54:18 Marek Trončinský, 56:09 Erik Hrňa – nejlepší hráč utkání Radek Bonk                             |           |             |        |                 |        |                   |
| 29. | 2013/2014 | semifinále  | Zlín   | 2 : 0 Report    | Třinec | (0:0 , 1:0 , 1:0) |
| Branky Třince nikdo – nejlepší hráč utkání Šimon Hrubec |           |             |        |                 |        |                   |
| 30. | 2013/2014 | semifinále  | Zlín   | 4 : 3 Report    | Třinec | (1:1 , 1:1 , 2:1) |
| Branky Třince 00:32 Martin Růžička, 39:40 David Nosek, 52:31 Radek Bonk – nejlepší hráč utkání Radek Bonk                                                                     |           |             |        |                 |        |                   |
| 31. | 2013/2014 | semifinále  | Třinec | 3 : 4 PP Report | Zlín   | (0:1 , 2:0 , 1:2) |
| Branky Třince 29:05 Vojtěch Polák, 33:41 David Květoň, 46:24 Martin Růžička, v prodloužení za Zlín Oldrich Kotvan – nejlepší hráč utkání David Květoň                         |           |             |        |                 |        |                   |
| 32. | 2013/2014 | semifinále  | Zlín   | 5 : 1 Report    | Třinec | (2:0 , 1:0 , 2:1) |
| Branky Třince 40:33 Jakub Orsava – nejlepší hráč utkání Václav Varaďa |           |             |        |                 |        |                   |
| |           |             |        |                 |        |                   |
| 33. | 2015/2016 | předkolo    | Zlín   | 2 : 1 Report    | Třinec | (1:1 , 1:0 , 0:0) |
| Branky Třince 4:38 Jiří Polanský – nejlepší hráč utkání Josef Hrabal |           |             |        |                 |        |                   |
| 34. | 2015/2016 | předkolo    | Zlín   | 3 : 4 SN Report | Třinec | (1:1 , 1:1 , 1:1) |
| Branky Třince 12:58 Vladimír Dravecký, 35:33 Antonín Pechanec, 43:39 Petr Kanko, rozhodující SN Vladimír Svačina – nejlepší hráč utkání Antonín Pechanec                      |           |             |        |                 |        |                   |
| 35. | 2015/2016 | předkolo    | Třinec | 2 : 3 PP Report | Zlín   | (0:1 , 2:0 , 0:1) |
| Branky Třince 32:28 Radoslav Tybor, 38:15 Antonín Pechanec, v prodloužení za Zlín Petr Holík – nejlepší hráč utkání Antonín Pechanec                                          |           |             |        |                 |        |                   |
| 36. | 2015/2016 | předkolo    | Třinec | 4 : 3 Report    | Zlín   | (2:1 , 1:2 , 1:0) |
| Branky Třince 12:52 Tomáš Kopecký, 16:53 Jiří Polanský, 37:34 Jiří Polanský, 52:52 Denis Kindl – nejlepší hráč utkání Jiří Polanský                                           |           |             |        |                 |        |                   |
| 37. | 2015/2016 | předkolo    | Zlín   | 3 : 2 PP Report | Třinec | (0:1 , 2:1 , 0:0) |
| Branky Třince 11:45 David Nosek, 24:41 Denis Kindl, v prodloužení za Zlín Ondřej Veselý – nejlepší hráč utkání Peter Hamerlík                                                 |           |             |        |                 |        |                   |
| |           |             |        |                 |        |                   |
| Třinec 13x utkání vyhrál, 24x utkánní prohrál Třinec 0x sérii vyhrál, 7x sérii prohrál                                                                                        |           |             |        |                 |        |                   |

## Třinec - Sparta Praha
| Číslo | Sezona    | Utkání      | Domácí       | Výsledek         | Hosté        | Třetiny                              |
| --- | --------- | ----------- | ------------ | ---------------- | ------------ | ------------------------------------ |
| 01. | 2001/2002 | čtvrtfinále | Sparta Praha | 5 : 1 Report     | Třinec       | (1:0 , 3:0 , 1:1)                    |
| Branky Třince 53:09 Ladislav Vlček |           |             |              |                  |              |                                      |
| 02. | 2001/2002 | čtvrtfinále | Sparta Praha | 6 : 4 Report     | Třinec       | (4:1 , 1:2 , 1:1)                    |
| Branky Třince 18:45 Petr Gřegořek, 21:26 Miloslav Gureň, 27:37 Marek Zadina, 51:21 Pavel Janků                                                                              |           |             |              |                  |              |                                      |
| 03. | 2001/2002 | čtvrtfinále | Třinec       | 2 : 4 Report     | Sparta Praha | (0:1 , 1:0 , 1:3)                    |
| Branky Třince 36:44 Marek Zadina, 58:41 Marek Zadina |           |             |              |                  |              |                                      |
| 04. | 2001/2002 | čtvrtfinále | Třinec       | 4 : 3 SN Report  | Sparta Praha | (1:1 , 2:2 , 0:0)                    |
| Branky Třince 14:01 Jan Marek, 33:53 , 36:53 Pavel Janků, rozhodující SN Marek Zadina                                                                                       |           |             |              |                  |              |                                      |
| 05. | 2001/2002 | čtvrtfinále | Sparta Praha | 3 : 7 Report     | Třinec       | (0:3 , 3:3 , 0:1)                    |
| Branky Třince 10:27 Petr Gřegořek, 12:51 Marek Zadina, 17:29 Richard Král, 32:00 Zdeněk Skořepa, 33:10 Richard Král, 39:55 Pavel Janků, 56:37 David Nosek                   |           |             |              |                  |              |                                      |
| 06. | 2001/2002 | čtvrtfinále | Třinec       | 1 : 4 Report     | Sparta Praha | (1:0 , 0:0 , 0:4)                    |
| Branky Třince 07:04 Marek Zadina |           |             |              |                  |              |                                      |
| |           |             |              |                  |              |                                      |
| 07. | 2012/2013 | čtvrtfinále | Třinec       | 4 : 0 Report     | Sparta Praha | (1:0 , 2:0 , 1:0)                    |
| Branky Třince 01:57 Martin Adamský, 21:10 Lukáš Zíb, 30:29 Martin Růžička, 48:17 Jan Peterek – nejlepší hráč utkání Peter Hamerlík                                          |           |             |              |                  |              |                                      |
| 08. | 2012/2013 | čtvrtfinále | Třinec       | 3 : 4 SN Report  | Sparta Praha | (0:1 , 1:1 , 2:1)                    |
| Branky Třince 29:25 Martin Adamský, 43:18 Jan Peterek, 55:09 Josef Hrabal – nejlepší hráč utkání Peter Hamerlík                                                             |           |             |              |                  |              |                                      |
| 09. | 2012/2013 | čtvrtfinále | Sparta Praha | 3 : 4 Report     | Třinec       | (0:0 , 2:2 , 1:2)                    |
| Branky Třince 33:37 Jan Peterek, 34:55 Václav Varaďa, 49:30 Lukáš Zíb, 53:34 Daniel Rákos – nejlepší hráč utkání Jan Peterek                                                |           |             |              |                  |              |                                      |
| 10. | 2012/2013 | čtvrtfinále | Sparta Praha | 5 : 4 SN Report  | Třinec       | (2:2 , 1:1 , 1:1)                    |
| Branky Třince 04:15 Martin Adamský, 05:53 Erik Hrňa, 21:43 Martin Adamský, hetrick 49:27 Martin Adamský – nejlepší hráč utkání Martin Adamský                               |           |             |              |                  |              |                                      |
| 11. | 2012/2013 | čtvrtfinále | Třinec       | 6 : 3 Report     | Sparta Praha | (2:1 , 2:1 , 2:1)                    |
| Branky Třince 07:45 Martin Růžička, 11:41 Martin Adamský, 26:02 Erik Hrňa, 30:26 Lukáš Zíb, 48:40 Marek Zagrapan, 58:18 Radek Bonk – nejlepší hráč utkání Václav Varaďa     |           |             |              |                  |              |                                      |
| 12. | 2012/2013 | čtvrtfinále | Sparta Praha | 3 : 1 Report     | Třinec       | (1:0 , 1:1 , 1:0)                    |
| Branky Třince 35:40 Marek Zagrapan – nejlepší hráč utkání Šimon Hrubec |           |             |              |                  |              |                                      |
| 13. | 2012/2013 | čtvrtfinále | Třinec       | 5 : 0 Report     | Sparta Praha | (1:0 , 2:0 , 2:0)                    |
| Branky Třince 09:28 Martin Růžička, 28:38 David Květoň, 39:28 Jakub Orsava, 55:34 Martin Adamský, 58:08 Václav Varaďa – nejlepší hráč utkání Jakub Orsava                   |           |             |              |                  |              |                                      |
| |           |             |              |                  |              |                                      |
| 14. | 2014/2015 | semifinále  | Třinec       | 6 : 2 Report     | Sparta Praha | (0:0 , 3:1 , 3:1)                    |
| Branky Třince 23:14 Radim Matuš, 26:08 Martin Adamský, 34:47 Erik Hrňa , 43:23 Vladimír Dravecký, 44:40, Milan Doudera, 47:15 Tomáš Plíhal – nejlepší hráč utkání Erik Hrňa |           |             |              |                  |              |                                      |
| 15. | 2014/2015 | semifinále  | Třinec       | 5 : 4 PP Report  | Sparta Praha | (0:2 , 3:0 , 1:2)                    |
| Branky Třince 33:57 Jakub Klepiš, 35:06 Jiří Polanský, 35:31 Erik Hrňa, 57:46 Milan Doudera, v prodloužení 75:06 Vladimír Roth – nejlepší hráč utkání Jakub Klepiš          |           |             |              |                  |              |                                      |
| 16. | 2014/2015 | semifinále  | Sparta Praha | 4 : 1 Report     | Třinec       | (1:0 , 1:1 , 2:0)                    |
| Branky Třince 37:58 Jakub Klepiš – nejlepší hráč utkání Šimon Hrubec |           |             |              |                  |              |                                      |
| 17. | 2014/2015 | semifinále  | Sparta Praha | 2 : 1 PP Report  | Třinec       | (0:0 , 1:1 , 0:0)                    |
| Branky Třince 23:23 Jiří Polanský – nejlepší hráč utkání Peter Hamerlík |           |             |              |                  |              |                                      |
| 18. | 2014/2015 | semifinále  | Třinec       | 3 : 2 SN Report  | Sparta Praha | (2:0 , 0:1 , 0:1)                    |
| Branky Třince 06:27 Erik Hrňa, 12:23 Milan Doudera, rozhodující SN Zbyněk Irgl – nejlepší hráč utkání Milan Doudera                                                         |           |             |              |                  |              |                                      |
| 19. | 2014/2015 | semifinále  | Sparta Praha | 2 : 3 Report     | Třinec       | (0:2 , 1:0 , 1:1)                    |
| Branky Třince 14:31 Jiří Polanský, 16:40 Erik Hrňa, 56:48 Zbyněk Irgl – nejlepší hráč utkání Zbyněk Irgl                                                                    |           |             |              |                  |              |                                      |
| 20. | 2021/2022 | finále      | Třinec       | 4 : 1 Report     | Sparta Praha | (0:1, 0:0, 4:0)                      |
| Branky Třince 44:49 Vladimír Svačina, 48:16 Andrej Nestrašil, 50:59 Aron Chmielewski, 57:36 Tomáš Marcinko                                                                  |           |             |              |                  |              |                                      |
| 21. | 2021/2022 | finále      | Třinec       | 1 : 2 Report     | Sparta Praha | (0:0, 0:1, 1:1)                      |
| Branky Třince 58:28 Erik Hrňa |           |             |              |                  |              |                                      |
| 22. | 2021/2022 | finále      | Sparta Praha | 2 : 3 Report     | Třinec       | (1:0, 0:2, 1:1)                      |
| Branky Třince 28:51 Tomáš Marcinko, 37:07 Andrej Nestrašil, 47:25 Vladimír Dravecký                                                                                         |           |             |              |                  |              |                                      |
| 23. | 2021/2022 | finále      | Sparta Praha | 5 : 2 Report     | Třinec       | (0:1, 3:0, 2:1)                      |
| Branky Třince 15:49 Andrej Nestrašil, 49:41 Mikuláš Zbořil |           |             |              |                  |              |                                      |
| 24. | 2021/2022 | finále      | Třinec       | 7 : 3 Report     | Sparta Praha | (2:2, 4:1, 1:0)                      |
| Branky Třince 06:27 Marko Daňo, 11:26 Marko Daňo, 22:17 Ondřej Kovařčík, 22:50 Martin Marinčin, 26:41 Erik Hrňa, 37:38 Martin Růžička, 47:58 Ondřej Kovařčík                |           |             |              |                  |              |                                      |
| 25. | 2021/2022 | finále      | Sparta Praha | 1 : 2 Report     | Třinec       | (0:2, 0:0, 1:0)                      |
| Branky Třince 14:13 Vladimír Dravecký, 15:48 Vladimír Svačina |           |             |              |                  |              |                                      |
| 26. | 2022/2023 | čtvrtfinále | Sparta Praha | 3 : 2 Report     | Třinec       | (2:0, 1:0, 0:2)                      |
| Branky Třince 46:15 Martin Růžička, 53:37 Tomáš Marcinko |           |             |              |                  |              |                                      |
| 27. | 2022/2023 | čtvrtfinále | Sparta Praha | 2 : 3 PP Report  | Třinec       | (1:1, 1:0, 0:1 — 0:1)                |
| Branky Třince 18:59 Libor Hudáček, 48:12 Libor Hudáček, 67:34 Daniel Voženílek                                                                                              |           |             |              |                  |              |                                      |
| 28. | 2022/2023 | čtvrtfinále | Třinec       | 2 : 4 Report     | Sparta Praha | (1:1, 1:2, 0:1)                      |
| Branky Třince 19:21 Marian Adámek, 22:50 Tomáš Marcinko |           |             |              |                  |              |                                      |
| 29. | 2022/2023 | čtvrtfinále | Třinec       | 3 : 1 Report     | Sparta Praha | (1:1, 0:0, 2:0)                      |
| Branky Třince 00:42 Martin Marinčin, 47:50 Daniel Voženílek, 49:18 Jakub Jeřábek                                                                                            |           |             |              |                  |              |                                      |
| 30. | 2022/2023 | čtvrtfinále | Sparta Praha | 0 : 3 Report     | Třinec       | (0:1, 0:0, 0:2)                      |
| Branky Třince 19:13 Martin Růžička, 57:30 Daniel Kurovský, 58:57 Marko Daňo                                                                                                 |           |             |              |                  |              |                                      |
| 31. | 2022/2023 | čtvrtfinále | Třinec       | 5 : 1 Report     | Sparta Praha | (1:0, 1:0, 3:1)                      |
| Branky Třince 07:23 Vladimír Dravecký, 23:03 Tomáš Marcinko, 47:49 Libor Hudáček, 50:54 Tomáš Marcinko, 57:27 Martin Růžička                                                |           |             |              |                  |              |                                      |
| 32. | 2023/2024 | semifinále  | Sparta Praha | 3 : 0 Report     | Třinec       | (0:0, 1:0, 2:0)                      |
| Branky Třince nikdo |           |             |              |                  |              |                                      |
| 33. | 2023/2024 | semifinále  | Sparta Praha | 3 : 2 PP Report  | Třinec       | (1:0, 0:2, 1:0 - 1:0)                |
| Branky Třince 25:45 Daniel Voženílek, 27:16 Libor Hudáček |           |             |              |                  |              |                                      |
| 34. | 2023/2024 | semifinále  | Třinec       | 2 : 3 PP Report  | Sparta Praha | (0:1, 1:1, 1:0 - 0:1)                |
| Branky Třince 23:31 David Cienciala, 56:44 Tomáš Kundrátek |           |             |              |                  |              |                                      |
| 35. | 2023/2024 | semifinále  | Třinec       | 4 : 1 Report     | Sparta Praha | (2:0, 0:1, 2:0 )                     |
| Branky Třince 06:57 Marko Daňo, 15:07 Marko Daňo, 48:54 Andrej Nestrašil, 57:59 Petr Vrána                                                                                  |           |             |              |                  |              |                                      |
| 36. | 2023/2024 | semifinále  | Sparta Praha | 2 : 3 Report     | Třinec       | (0:2, 1:0, 1:1)                      |
| Branky Třince 09:16 Marko Daňo, 12:33 Marian Adámek, Adam Helewka |           |             |              |                  |              |                                      |
| 37. | 2023/2024 | semifinále  | Třinec       | 2 : 1 PP Report  | Sparta       | (0:0, 0:0, 1:1 – 1:0)                |
| Branky Třince 59:59 Daniel Voženílek, 69:21 David Cienciala |           |             |              |                  |              |                                      |
| 38. | 2023/2024 | semifinále  | Sparta       | 2 : 3 4PP Report | Třinec       | (1:1, 1:0, 0:1 – 0:0, 0:0, 0:0, 0:1) |
| Branky Třince 11:41 Adam Helewka, 59:05 Marko Daňo. 121:46 Miloš Roman |           |             |              |                  |              |                                      |
| 39. | 2024/2025 | čtvrtfinále | Sparta Praha | 4 : 3 PP Report  | Třinec       | (2:2, 1:1, 0:0 - 1:0)                |
| Branky Třince 10:11 Tomáš Kundrátek, 12:27 Tomáš Marcinko, 25:15 Marko Daňo                                                                                                 |           |             |              |                  |              |                                      |
| 40. | 2024/2025 | čtvrtfinále | Sparta Praha | 2 : 1 Report     | Třinec       | (0:0, 0:1, 2:0)                      |
| Branky Třince 35:15 Tomáš Kundrátek |           |             |              |                  |              |                                      |
| 41. | 2024/2025 | čtvrtfinále | Třinec       | 3 : 2 Report     | Sparta Praha | (1:0, 1:0, 1:2)                      |
| Branky Třince 09:19 Ondřej Kovařčík, 38:03 Andrej Nestrašil, 55:42 Tomáš Marcinko                                                                                           |           |             |              |                  |              |                                      |
| 42. | 2024/2025 | čtvrtfinále | Třinec       | 3 : 4 PP Report  | Sparta Praha | (0:0, 1:1, 2:2 - 0:1)                |
| Branky Třince 20:45 David Cienciala, 54:06 Ondřej Kovařčík, 56:06 Ondřej Kovařčík                                                                                           |           |             |              |                  |              |                                      |
| 43. | 2024/2025 | čtvrtfinále | Sparta Praha | 3 : 2 Report     | Třinec       | (0:1, 2:0, 1:1)                      |
| Branky Třince 10:04 Martin Růžička, 50:54 Michal Teplý |           |             |              |                  |              |                                      |
| |           |             |              |                  |              |                                      |
| Třinec 23x utkání vyhrál, 20x utkánní prohrál Třinec 5x sérii vyhrál, 2x sérii prohrál                                                                                      |           |             |              |                  |              |                                      |

## Třinec - Pardubice
| Číslo | Sezona    | Utkání      | Domácí    | Výsledek         | Hosté     | Třetiny                    |
| --- | --------- | ----------- | --------- | ---------------- | --------- | -------------------------- |
| 01. | 1996/1997 | čtvrtfinále | Třinec    | 1 : 4 Report     | Pardubice | (0:0 , 1:1 , 0:3)          |
| Branky Třince 30:24 Vladimír Machulda |           |             |           |                  |           |                            |
| 02. | 1996/1997 | čtvrtfinále | Třinec    | 4 : 3 Report     | Pardubice | (3:1 , 0:1 , 1:1)          |
| Branky Třince 12:45 Richard Král, 16:02 Jiří Novotný, 18:51 Dušan Adamčík, 49:51 Petr Zajonc |           |             |           |                  |           |                            |
| 03. | 1996/1997 | čtvrtfinále | Pardubice | 6 : 1 Report     | Třinec    | (2:1 , 2:0 , 2:0)          |
| Branky Třince 12:17 Ľubomír Sekeráš |           |             |           |                  |           |                            |
| 04. | 1996/1997 | čtvrtfinále | Pardubice | 6 : 0 Report     | Třinec    | (3:0 , 1:0 , 2:0)          |
| Branky Třince nikdo |           |             |           |                  |           |                            |
| |           |             |           |                  |           |                            |
| 05. | 2002/2003 | semifinále  | Pardubice | 10 : 2 Report    | Třinec    | (2:0 , 4:1 , 4:1)          |
| Branky Třince 20:54 Petr Gřegořek, 52:14 Pavel Janků |           |             |           |                  |           |                            |
| 06. | 2002/2003 | semifinále  | Pardubice | 3 : 4 Report     | Třinec    | (1:1 , 1:3 , 1:0)          |
| Branky Třince 03:55 Richard Král, 21:52 Jan Marek, 24:49 Zdeněk Pavelek, 25:57 Marek Zadina |           |             |           |                  |           |                            |
| 07. | 2002/2003 | semifinále  | Třinec    | 1 : 4 Report     | Pardubice | (0:0 , 1:3 , 0:1)          |
| Branky Třince 26:41 Jan Marek |           |             |           |                  |           |                            |
| 08. | 2002/2003 | semifinále  | Třinec    | 4 : 2 Report     | Pardubice | (1:1 , 2:1 , 1:0)          |
| Branky Třince 16:36 Václav Pletka, 28:20 Václav Pletka, 39:59 Jan Marek, 59:43 Zdeněk Pavelek |           |             |           |                  |           |                            |
| 09. | 2002/2003 | semifinále  | Pardubice | 7 : 2 Report     | Třinec    | (1:1 , 2:0 , 4:1)          |
| Branky Třince 01:04 Pavel Janků, 40:18 Marek Ivan |           |             |           |                  |           |                            |
| 10. | 2002/2003 | semifinále  | Třinec    | 4 : 5 PP Report  | Pardubice | (1:1 , 2:2 , 1:1)          |
| Branky Třince 08:33 Marek Zadina, 24:54 Zdeněk Skořepa, 33:11 Richard Král, 43:07 Pavel Janků |           |             |           |                  |           |                            |
| |           |             |           |                  |           |                            |
| 11. | 2009/2010 | čtvrtfinále | Pardubice | 1 : 3 Report     | Třinec    | (0:2 , 1:1 , 0:0)          |
| Branky Třince 19:06 Ladislav Kohn, 19:56 Ladislav Kohn, 25:31 Jozef Balej – nejlepší hráč utkání Ladislav Kohn |           |             |           |                  |           |                            |
| 12. | 2009/2010 | čtvrtfinále | Pardubice | 5 : 3 Report     | Třinec    | (2:2 , 1:0 , 2:1)          |
| Branky Třince 8:13 David Květoň, 17:29 Jozef Balej, 59:47 Martin Růžička – nejlepší hráč utkání Radek Bonk |           |             |           |                  |           |                            |
| 13. | 2009/2010 | čtvrtfinále | Třinec    | 4 : 5 PP Report  | Pardubice | (1:1 , 2:2 , 1:1)          |
| Branky Třince 16:16 Ladislav Kohn, 33:29 Jan Peterek, 35:57 Radek Bonk, 59:35 Radek Bonk – nejlepší hráč utkání Ladislav Kohn |           |             |           |                  |           |                            |
| 14. | 2009/2010 | čtvrtfinále | Třinec    | 0 : 5 Report     | Pardubice | (0:3 , 0:1 , 0:1)          |
| Branky Třince nikdo – nejlepší hráč utkání Josef Hrabal |           |             |           |                  |           |                            |
| 15. | 2009/2010 | čtvrtfinále | Pardubice | 3 : 2 Report     | Třinec    | (0:1 , 3:0 , 0:1)          |
| Branky Třince 16:12 Martin Růžička, 52:37 Tomáš Malec – nejlepší hráč utkání Martin Růžička |           |             |           |                  |           |                            |
| |           |             |           |                  |           |                            |
| 16. | 2013/2014 | čtvrtfinále | Třinec    | 0 : 4 Report     | Pardubice | (0:1 , 0:2 , 0:1)          |
| Branky Třince nikdo – nejlepší hráč utkání Vladimír Roth |           |             |           |                  |           |                            |
| 17. | 2013/2014 | čtvrtfinále | Třinec    | 5 : 1 Report     | Pardubice | (0:0 , 3:0 , 2:1)          |
| Branky Třince 23:20 Tomáš Linhart, 29:25 Jiří Polanský, 36:44 Martin Růžička, 58:21 Vojtěch Polák, 59:59 Adam Rufer – nejlepší hráč utkání Tomáš Linhart                                                                             |           |             |           |                  |           |                            |
| 18. | 2013/2014 | čtvrtfinále | Pardubice | 1 : 2 PP Report  | Třinec    | (0:0 , 0:0 , 1:1)          |
| Branky Třince 54:56 Lukáš Zíb, v prodloužení 66:54 Martin Růžička – nejlepší hráč utkání Šimon Hrubec |           |             |           |                  |           |                            |
| 19. | 2013/2014 | čtvrtfinále | Pardubice | 0 : 1 Report     | Třinec    | (0:0 , 0:0 , 0:1)          |
| Branky Třince 59:34 Martin Růžička – nejlepší hráč utkání Šimon Hrubec |           |             |           |                  |           |                            |
| 20. | 2013/2014 | čtvrtfinále | Třinec    | 6 : 3 Report     | Pardubice | (2:1 , 2:1 , 2:1)          |
| Branky Třince 05:44 David Nosek,08:43 Radek Bonk,29:17 Martin Růžička, 38:43 Jiří Polanský,41:12 Vojtěch Polák, 56:18 Adam Rufer – nejlepší hráč utkání Radek Bonk                                                                   |           |             |           |                  |           |                            |
| |           |             |           |                  |           |                            |
| 21. | 2017/2018 | čtvrtfinále | Třinec    | 3 : 2 SN Report  | Pardubice | (0:0 , 0:0 , 2:2)          |
| Branky Třince 41:33 Jiří Polanský, 55:13 David Cienciala, rozhodující SN Martin Růžička – nejlepší hráč utkání Jiří Polanský |           |             |           |                  |           |                            |
| 22. | 2017/2018 | čtvrtfinále | Třinec    | 4 : 1 Report     | Pardubice | (1:0 , 2:0 , 1:1)          |
| Branky Třince 19:37 Jiří Polanský, 21:56 Jiří Polanský, 37:48 Martin Adamský, 59:56 David Cienciala – nejlepší hráč utkání Jiří Polanský                                                                                             |           |             |           |                  |           |                            |
| 23. | 2017/2018 | čtvrtfinále | Pardubice | 3 : 2 Report     | Třinec    | (2:0 , 0:0 , 1:2)          |
| Branky Třince 41:52 Tomáš Linhart, 58:08 Jakub Petružálek – nejlepší hráč utkání Tomáš Linhart |           |             |           |                  |           |                            |
| 24. | 2017/2018 | čtvrtfinále | Pardubice | 3 : 0 Report     | Třinec    | (0:0 , 1:0 , 2:0)          |
| Branky Třince nikdo - nejlepší hráč utkání Vladimír Roth |           |             |           |                  |           |                            |
| 25. | 2017/2018 | čtvrtfinále | Třinec    | 3 : 2 Report     | Pardubice | (1:0 , 1:1 , 1:1)          |
| Branky Třince 16:22 Tomáš Marcinko, 32:13 Milan Doudera, 54:19 Tomáš Marcinko – nejlepší hráč utkání Tomáš Marcinko |           |             |           |                  |           |                            |
| 26. | 2017/2018 | čtvrtfinále | Pardubice | 6 : 3 Report     | Třinec    | (2:1 , 3:0 , 1:2)          |
| Branky Třince 15:57 Martin Adamský, 46:00 Vladimír Svačina, 47:51 Jakub Petružálek |           |             |           |                  |           |                            |
| 27. | 2017/2018 | čtvrtfinále | Třinec    | 8 : 1 Report     | Pardubice | (0:0 , 5:0 , 3:1)          |
| Branky Třince 20:36 Tomáš Marcinko, 25:34 Ondřej Kovařčík, 28:26 Martin Adamský, 35:23 Vladimír Svačina, 37:03 Roman Vlach, 43:08 Jiří Polanský, 53:35 Ondřej Kovařčík, 55:22 Ondřej Kovařčík – nejlepší hráč utkání David Cienciala |           |             |           |                  |           |                            |
| 28. | 2022/2023 | semifinále  | Pardubice | 4 : 2 Report     | Třinec    | (2:0, 1:1, 1:1)            |
| Branky Třince 29:24 Andrej Nestrašil, 52:08 Tomáš Marcinko |           |             |           |                  |           |                            |
| 29. | 2022/2023 | semifinále  | Pardubice | 0 : 3 Report     | Třinec    | (0:1, 0:1, 0:1)            |
| Branky Třince17:49 Lukáš Kaňák, 39:06 Andrej Nestrašil, 41:48 Aron Chmielewski |           |             |           |                  |           |                            |
| 30. | 2022/2023 | semifinále  | Třinec    | 2 : 1 Report     | Pardubice | (1:0, 0:1, 1:0)            |
| Branky Třince 18:56 Libor Hudáček, 48:34 Erik Hrňa |           |             |           |                  |           |                            |
| 31. | 2022/2023 | semifinále  | Třinec    | 0 : 2 Report     | Pardubice | (0:0, 0:0, 0:2)            |
| Branky Třince nikdo |           |             |           |                  |           |                            |
| 32. | 2022/2023 | semifinále  | Pardubice | 2 : 4 Report     | Třinec    | (0:0, 2:3, 0:1)            |
| Branky Třince24:12 Karlis Čukste, 32:24 Martin Růžička, 34:00 Martin Růžička, 58:33 Daniel Kurovský |           |             |           |                  |           |                            |
| 33. | 2022/2023 | semifinále  | Třinec    | 3 : 5 Report     | Pardubice | (0:3, 0:1, 3:1)            |
| Branky Třince 43:04 Adam Smith, 49:10 Libor Hudáček, 53:27 Andrej Nestrašil |           |             |           |                  |           |                            |
| 34. | 2022/2023 | semifinále  | Pardubice | 1 : 2 Report     | Třinec    | (1:1, 0:1, 0:0)            |
| Branky Třince 11:05 Erik Hrňa, 33:12 Karlis Čukste |           |             |           |                  |           |                            |
| 35. | 2023/2024 | finále      | Pardubice | 1 : 2 Report     | Třinec    | (0:1, 1:1, 0:0)            |
| Branky Třince 08:19 Patrik Hrehorčák, 28:49 Daniel Kurovský |           |             |           |                  |           |                            |
| 36. | 2023/2024 | finále      | Pardubice | 6 : 3 Report     | Třinec    | (0:0, 2:1, 4:2)            |
| Branky Třince 33:03 David Cienciala, 48:50 Adam Helewka, 49:34 Libor Hudáček |           |             |           |                  |           |                            |
| 37. | 2023/2024 | finále      | Třinec    | 4 : 3 Report     | Pardubice | (2:1, 1:1, 1:1)            |
| Branky Třince 10:13 Marko Daňo, 15:02 Libor Hudáček, 23:59 Libor Hudáček, 56:27 Andrej Nestrašil |           |             |           |                  |           |                            |
| 38. | 2023/2024 | finále      | Třinec    | 2 : 6 Report     | Pardubice | (1:1, 0:2, 1:3)            |
| Branky Třince 05:25 David Cienciala, 42:53 Daniel Voženílek |           |             |           |                  |           |                            |
| 39. | 2023/2024 | finále      | Pardubice | 3 : 0 Report     | Třinec    | (0:0, 3:0, 0:0)            |
| Branky Třince nikdo |           |             |           |                  |           |                            |
| 40. | 2023/2024 | finále      | Třinec    | 4 : 1 Report     | Pardubice | (2:0, 1:0, 1:1)            |
| Branky Třince 13:29 Martin Růžička, 15:35 Patrik Hrehorčák, 29:44 Petr Vrána, 58:13 Patrik Hrehorčák |           |             |           |                  |           |                            |
| 41. | 2023/2024 | finále      | Pardubice | 1 : 2 PP2 Report | Třinec    | (0:0, 1:1, 0:0 – 0:0, 0:1) |
| Branky Třince 24:43 Petr Vrána, 83:51 David Cienciala |           |             |           |                  |           |                            |
| |           |             |           |                  |           |                            |
| Třinec 20x utkání vyhrál, 21x utkánní prohrál Třinec 4x sérii vyhrál, 3x sérii prohrál |           |             |           |                  |           |                            |

## Třinec - Vítkovice
| Číslo | Sezona    | Utkání      | Domácí    | Výsledek        | Hosté     | Třetiny           |
| --- | --------- | ----------- | --------- | --------------- | --------- | ----------------- |
| 01. | 1997/1998 | semifinále  | Vítkovice | 6 : 5 Report    | Třinec    | (3:3 , 2:1 , 1:1) |
| Branky Třince 09:05 Tomáš Chlubna, 09:20 Richard Král, 19:20 Ladislav Lubina, 33:39 Roman Kaděra, 59:21 Roman Kaděra                                     |           |             |           |                 |           |                   |
| 02. | 1997/1998 | semifinále  | Vítkovice | 0 : 4 Report    | Třinec    | (0:3 , 0:1 , 0:0) |
| Branky Třince 03:04 Tomáš Chlubna, 04:12 Ladislav Lubina, 15:42 Jiří Kuntoš, 35:11 Jan Peterek                                                           |           |             |           |                 |           |                   |
| 03. | 1997/1998 | semifinále  | Třinec    | 3 : 1 Report    | Vítkovice | (0:0 , 2:0 , 1:1) |
| Branky Třince 27:31 Petr Folta, 30:00 Richard Král, 58:44 Viktor Ujčík                                                                                   |           |             |           |                 |           |                   |
| 04. | 1997/1998 | semifinále  | Třinec    | 1 : 4 Report    | Vítkovice | (1:2 , 0:2 , 0:0) |
| Branky Třince 08:38 Richard Král |           |             |           |                 |           |                   |
| 05. | 1997/1998 | semifinále  | Vítkovice | 1 : 4 Report    | Třinec    | (0:0 , 1:2 , 0:2) |
| Branky Třince 21:18 Viktor Ujčík, 36:47 Richard Král, 48:51 Jozef Daňo, 53:41 Zdeněk Sedlák                                                              |           |             |           |                 |           |                   |
| |           |             |           |                 |           |                   |
| 06. | 2002/2003 | čtvrtfinále | Třinec    | 3 : 2 Report    | Vítkovice | (0:0 , 1:0 , 2:2) |
| Branky Třince 27:34 Richard Král, 42:48 Jiří Malinský, 43:35 Roman Meluzín                                                                               |           |             |           |                 |           |                   |
| 07. | 2002/2003 | čtvrtfinále | Třinec    | 1 : 2 Report    | Vítkovice | (0:1 , 1:1 , 0:0) |
| Branky Třince 36:08 Jan Marek |           |             |           |                 |           |                   |
| 08. | 2002/2003 | čtvrtfinále | Vítkovice | 1 : 0 SN Report | Třinec    | (0:0 , 0:0 , 0:0) |
| Branky Třince nikdo |           |             |           |                 |           |                   |
| 09. | 2002/2003 | čtvrtfinále | Vítkovice | 0 : 7 Report    | Třinec    | (0:2 , 0:3 , 0:2) |
| Branky Třince 13:08 Pavel Janků, 19:11 Martin Čakajík, 26:15 Marek Ivan, 36:51 Václav Pletka, 37:22 Jan Marek, 49:46 Jiří Malinský, 53:55 Zdeněk Skořepa |           |             |           |                 |           |                   |
| 10. | 2002/2003 | čtvrtfinále | Třinec    | 1 : 0 Report    | Vítkovice | (0:0 , 0:0 , 1:0) |
| Branky Třince 55:02 Zdeněk Pavelek |           |             |           |                 |           |                   |
| 11. | 2002/2003 | čtvrtfinále | Vítkovice | 2 : 6 Report    | Třinec    | (1:3 , 1:1 , 0:2) |
| Branky Třince 01:28 Jan Marek, 18:22 Zdeněk Pavelek, 19:47 Richard Král, 27:22 Marek Zadina, 48:38 Zdeněk Skořepa, 55:17 Rostislav Martynek              |           |             |           |                 |           |                   |
| |           |             |           |                 |           |                   |
| 12. | 2010/2011 | finále      | Třinec    | 5 : 2 Report    | Vítkovice | (1:0 , 2:1 , 2:1) |
| Branky Třince 11:49 Martin Růžička, 21:10 Lukáš Zíb, 23:11 Martin Adamský, 44:30 Jan Peterek, 47:06 Radek Bonk – nejlepší hráč utkání Martin Adamský     |           |             |           |                 |           |                   |
| 13. | 2010/2011 | finále      | Třinec    | 2 : 0 Report    | Vítkovice | (0:0 , 0:0 , 2:0) |
| Branky Třince 58:59 Václav Varaďa, 59:20 Martin Adamský - nejlepší hráč utkání Václav Varaďa                                                             |           |             |           |                 |           |                   |
| 14. | 2010/2011 | finále      | Vítkovice | 1 : 4 Report    | Třinec    | (1:1 , 0:2 , 0:1) |
| Branky Třince 17:05 Martin Růžička, 25:57 Jiří Polanský, 36:31 Martin Adamský, 53:49 Jan Peterek – nejlepší hráč utkání Peter Hamerlík                   |           |             |           |                 |           |                   |
| 15. | 2010/2011 | finále      | Vítkovice | 5 : 4 SN Report | Třinec    | (2:2 , 1:0 , 1:2) |
| Branky Třince 04:25 Radek Bonk, 11:43 Lukáš Zíb, 50:28 Martin Lojek, 52:07 Ladislav Kohn – nejlepší hráč utkání Radek Bonk                               |           |             |           |                 |           |                   |
| 16. | 2010/2011 | finále      | Třinec    | 5 : 1 Report    | Vítkovice | (2:1 , 2 0 , 1:0) |
| Branky Třince 01:39 Martin Růžička, 18:13 David Květoň, 26:43 Josef Hrabal, 37:31 Erik Hrňa, 51:16 Jan Peterek – nejlepší hráč utkání Josef Hrabal       |           |             |           |                 |           |                   |
| |           |             |           |                 |           |                   |
| 17. | 2018/2019 | čtvrtfinále | Třinec    | 3 : 2 Report    | Vítkovice | (1:0, 1:1, 1:1)   |
| Branky Třince 04:30 Martin Adamský, 29:23 Martin Růžička, 48:02 Martin Růžička                                                                           |           |             |           |                 |           |                   |
| 18. | 2018/2019 | čtvrtfinále | Třinec    | 3 : 0 Report    | Vítkovice | (1:0, 1:0, 1:0)   |
| Branky Třince 00:10 Vladimír Svačina, 26:34 Aron Chmielewski, 51:18 Jiří Polanský                                                                        |           |             |           |                 |           |                   |
| 19. | 2018/2019 | čtvrtfinále | Vítkovice | 1 : 2 Report    | Třinec    | (0:0, 0:1, 1:1)   |
| Branky Třince 23:26 Michal Kovařčík, 51:01 Martin Růžička                                                                                                |           |             |           |                 |           |                   |
| 20. | 2018/2019 | čtvrtfinále | Vítkovice | 2 : 5 Report    | Třinec    | (1:3, 1:0, 0:2)   |
| Branky Třince 06:20 Vladimír Svačina, 09:30 Petr Vrána, 15:01 Erik Hrňa, 49:05 David Cienciala, 59:30 Ethan Werek                                        |           |             |           |                 |           |                   |
| 21. | 2021/2022 | čtvrtfinále | Třinec    | 3 : 0 Report    | Vítkovice | (0:0, 2:0, 1:0)   |
| Branky Třince 30:20 Andrej Nestrašil, 38:07 Tomáš Kundrátek, 58:28 Miloš Roman                                                                           |           |             |           |                 |           |                   |
| 22. | 2021/2022 | čtvrtfinále | Třinec    | 2 : 1 Report    | Vítkovice | (0:0, 1:0, 1:1)   |
| Branky Třince 39:52 Andrej Nestrašil, 53:26 Petr Vrána                                                                                                   |           |             |           |                 |           |                   |
| 23. | 2021/2022 | čtvrtfinále | Vítkovice | 1 : 2 Report    | Třinec    | (0:0, 1:1, 0:1)   |
| Branky Třince 28:58 Erik Hrňa, 44:42 David Musil |           |             |           |                 |           |                   |
| 24. | 2021/2022 | čtvrtfinále | Vítkovice | 1 : 2 Report    | Třinec    | (1:0, 0:2, 0:0)   |
| Branky Třince 31:44 Michal Kovařčík, 33:09 Marko Daňo |           |             |           |                 |           |                   |
| |           |             |           |                 |           |                   |
| Třinec 19x utkání vyhrál, 5x utkánní prohrál Třinec 5x sérii vyhrál, 0x sérii prohrál                                                                    |           |             |           |                 |           |                   |

## Třinec - Plzeň
| Číslo | Sezona    | Utkání      | Domácí | Výsledek        | Hosté  | Třetiny            |
| --- | --------- | ----------- | ------ | --------------- | ------ | ------------------ |
| 01. | 1998/1999 | čtvrtfinále | Třinec | 2 : 4 Report    | Plzeň  | (1:0 , 1:2 , 0:2)  |
| Branky Třince 13:45 Branislav Jánoš, 30:31 Petr Folta |           |             |        |                 |        |                    |
| 02. | 1998/1999 | čtvrtfinále | Třinec | 4 : 2 Report    | Plzeň  | (0:1 , 3:1 , 1:0)  |
| Branky Třince 23:24 Petr Gřegořek, 29:02 Richard Král, 37:20 Petr Folta, 59:35 Robert Kántor                                                                           |           |             |        |                 |        |                    |
| 03. | 1998/1999 | čtvrtfinále | Plzeň  | 3 : 2 Report    | Třinec | (1:1 , 1:1 , 1:0)  |
| Branky Třince 17:39 Richard Král, 23:47 Václav Pletka |           |             |        |                 |        |                    |
| 04. | 1998/1999 | čtvrtfinále | Plzeň  | 3 : 6 Report    | Třinec | (3:4 , 0:1 , 0:1)  |
| Branky Třince 04:49 Mario Cartelli, 11:01 Branislav Jánoš, 12:37 Viktor Ujčík, 15:10 Aleš Zima, 33:59 Petr Folta, 48:42 Jan Peterek                                    |           |             |        |                 |        |                    |
| 05. | 1998/1999 | čtvrtfinále | Třinec | 4 : 1 Report    | Plzeň  | (1:0 , 1:1 , 2:0)  |
| Branky Třince 11:20 Jiří Kuntoš, 30:30 Petr Folta, 42:54 Mario Cartelli, 53:44 Ľubomír Sekeráš                                                                         |           |             |        |                 |        |                    |
| |           |             |        |                 |        |                    |
| 06. | 1999/2000 | čtvrtfinále | Třinec | 3 : 1 Report    | Plzeň  | (1:0 , 1:0 , 1:1)  |
| Branky Třince 6:18 Václav Pletka, 27:33 Václav Pletka, 46:00 Jozef Daňo                                                                                                |           |             |        |                 |        |                    |
| 07. | 1999/2000 | čtvrtfinále | Třinec | 1 : 3 Report    | Plzeň  | (0:1 , 0:1 , 1:1)  |
| Branky Třince 47:11 Jiří Žůrek |           |             |        |                 |        |                    |
| 08. | 1999/2000 | čtvrtfinále | Plzeň  | 9 : 0 Report    | Třinec | (1:0 , 7:0 , 1:0)  |
| Branky Třince nikdo |           |             |        |                 |        |                    |
| 09. | 1999/2000 | čtvrtfinále | Plzeň  | 4 : 3 SN Report | Třinec | (1:2 , 1:1 , 1:0 ) |
| Branky Třince 9:41 Vladimír Vlk, 11:14 Jozef Daňo, 39:52 Viktor Ujčík                                                                                                  |           |             |        |                 |        |                    |
| |           |             |        |                 |        |                    |
| 10. | 2008/2009 | předkolo    | Plzeň  | 4 : 2 Report    | Třinec | (0:0 , 1:1 , 3:1)  |
| Branky Třince 31. Jozef Balej, 55. Róbert Tomík – nejlepší hráč utkání Róbert Tomík                                                                                    |           |             |        |                 |        |                    |
| 11. | 2008/2009 | předkolo    | Plzeň  | 6 : 1 Report    | Třinec | (2:0 , 2:0 , 2:1)  |
| Branky Třince 48. Ľubomír Sekeráš – nejlepší hráč utkání Richard Pánik                                                                                                 |           |             |        |                 |        |                    |
| 12. | 2008/2009 | předkolo    | Třinec | 3 : 0 Report    | Plzeň  | (0:0 , 0:0 , 3:0)  |
| Branky Třince 48. Jozef Balej, 58. David Květoň, 59. Jan Peterek – nejlepší hráč utkání Martin Vojtek                                                                  |           |             |        |                 |        |                    |
| 13. | 2008/2009 | předkolo    | Třinec | 4 : 3 PP Report | Plzeň  | (1:0 , 2:2 , 0:1)  |
| Branky Třince 14. David Květoň, 27. Jozef Balej, 29. Jan Peterek, po prodloužení 63. David Květoň – nejlepší hráč utkání David Květoň                                  |           |             |        |                 |        |                    |
| 14. | 2008/2009 | předkolo    | Plzeň  | 3 : 0 Report    | Třinec | (3:0 , 0:0 , 0:0)  |
| Branky Třince nikdo – nejlepší hráč utkání Jiří Polanský |           |             |        |                 |        |                    |
| |           |             |        |                 |        |                    |
| 15. | 2018/2019 | semifinále  | Třinec | 1 : 4 Report    | Plzeň  | (0:2, 0:1, 1:1)    |
| Branky Třince TS Martin Růžička – nejlepší hráč utkání Martin Růžička                                                                                                  |           |             |        |                 |        |                    |
| 16. | 2018/2019 | semifinále  | Třinec | 2 : 3 Report    | Plzeň  | (0:2, 1:0, 1:1)    |
| Branky Třince 31:16 Michal Kovařčík, 50:23 Martin Růžička – nejlepší hráč utkání Michal Kovařčík                                                                       |           |             |        |                 |        |                    |
| 17. | 2018/2019 | semifinále  | Plzeň  | 2 : 3 Report    | Třinec | (1:0, 1:2, 0:1)    |
| Branky Třince 20:52 Aron Chmielewski, 25:37 David Musil, 56:53 Jiří Polanský – nejlepší hráč utkání David Musil                                                        |           |             |        |                 |        |                    |
| 18. | 2018/2019 | semifinále  | Plzeň  | 3 : 4 Report    | Třinec | (0:0, 2:4, 1:0)    |
| Branky Třince 24:28 Aron Chmielewski, 24:37 Ethan Werek, 26:34 Erik Hrňa, 30:40 Ethan Werek – nejlepší hráč utkání Erik Hrňa                                           |           |             |        |                 |        |                    |
| 19. | 2018/2019 | semifinále  | Třinec | 3 : 2 Report    | Plzeň  | (1:1, 0:1, 2:0)    |
| Branky Třince 12:27 Tomáš Marcinko, 57:07 Michal Kovařčík, 59:40 Milan Doudera – nejlepší hráč utkání Tomáš Marcinko                                                   |           |             |        |                 |        |                    |
| 20. | 2018/2019 | semifinále  | Plzeň  | 3 : 1 Report    | Třinec | (1:0, 1:0, 1:1)    |
| Branky Třince 49:02 Jiří Polanský – nejlepší hráč utkání Vladimír Dravecký                                                                                             |           |             |        |                 |        |                    |
| 21. | 2018/2019 | semifinále  | Třinec | 5 : 1 Report    | Plzeň  | (3:0, 0:1, 2:0)    |
| Branky Třince 10:43 Vladimír Dravecký, 13:40 Ethan Werek, 18:39 Vladimír Dravecký, 55:08 Martin Růžička, 59:37 Guntis Galvinš – nejlepší hráč utkání Vladimír Dravecký |           |             |        |                 |        |                    |
| |           |             |        |                 |        |                    |
| Třinec 10x utkání vyhrál, 11x utkánní prohrál Třinec 2x sérii vyhrál, 2x sérii prohrál                                                                                 |           |             |        |                 |        |                    |

## Třinec - Litvínov
| Číslo | Sezona    | Utkání      | Domácí   | Výsledek        | Hosté    | Třetiny               |
| --- | --------- | ----------- | -------- | --------------- | -------- | --------------------- |
| 01. | 2010/2011 | čtvrtfinále | Třinec   | 6 : 0 Report    | Litvínov | (3:0 , 2:0 , 1:0)     |
| Branky Třince 05:25 Vojtěch Polák, 11:12 Radek Bonk, 17:49 Jan Peterek, 25:37 David Květoň, 26:20 Martin Růžička, 44:43 Stanislav Hudec – nejlepší hráč utkání Peter Hamerlík   |           |             |          |                 |          |                       |
| 02. | 2010/2011 | čtvrtfinále | Třinec   | 3 : 2 Report    | Litvínov | (1:2 , 2:0 , 0:0)     |
| Branky Třince 08:28 Radek Bonk, 20:49 Martin Růžička, 28:44 Radek Bonk – nejlepší hráč utkání Radek Bonk                                                                        |           |             |          |                 |          |                       |
| 03. | 2010/2011 | čtvrtfinále | Litvínov | 5 : 3 Report    | Třinec   | (1:0 , 2:3 , 2:0)     |
| Branky Třince 29:46 Stanislav Hudec, 30:48 Lukáš Zíb, 39:28 Martin Růžička – nejlepší hráč utkání Martin Růžička                                                                |           |             |          |                 |          |                       |
| 04. | 2010/2011 | čtvrtfinále | Litvínov | 4 : 2 Report    | Třinec   | (1:1 , 2:1 , 1:0)     |
| Branky Třince 07:48 Vojtěch Polák, 39:45 Martin Růžička – nejlepší hráč utkání Vojtěch Polák                                                                                    |           |             |          |                 |          |                       |
| 05. | 2010/2011 | čtvrtfinále | Třinec   | 6 : 1 Report    | Litvínov | (2:0 , 2:0 , 2:1)     |
| Branky Třince 11:58 Martin Lojek, 14:38 Ladislav Kohn, 24:12 David Květoň, 38:13 Václav Varaďa, 40:16 Martin Růžička, 42:44 Jiří Polanský - nejlepší hráč utkání Martin Růžička |           |             |          |                 |          |                       |
| 06. | 2010/2011 | čtvrtfinále | Litvínov | 1 : 4 Report    | Třinec   | (1:0 , 0:2 , 0:2)     |
| Branky Třince 27:09 Martin Adamský, 39:18 Vojtěch Polák, 44:20 Jan Peterek 250 gól v extralize, 57:48 Martin Růžička – nejlepší hráč utkání Jan Peterek                         |           |             |          |                 |          |                       |
| |           |             |          |                 |          |                       |
| 07. | 2014/2015 | finále      | Třinec   | 1 : 3 Report    | Litvínov | (0:1 , 1:2 , 0:0)     |
| Branky Třince 26:01 Jiří Polanský – nejlepší hráč utkání Jiří Polanský |           |             |          |                 |          |                       |
| 08. | 2014/2015 | finále      | Třinec   | 2 : 3 Report    | Litvínov | (0:1 , 1:0 , 1:2)     |
| Branky Třince 38:51 Lukáš Galvas, 54:25 Jiří Polanský – nejlepší hráč utkání Jakub Orsava                                                                                       |           |             |          |                 |          |                       |
| 09. | 2014/2015 | finále      | Litvínov | 0 : 1 Report    | Třinec   | (0:1 , 0:0 , 0:0)     |
| Branky Třince 05:15 Štefan Ružička – nejlepší hráč utkání Peter Hamerlík |           |             |          |                 |          |                       |
| 10. | 2014/2015 | finále      | Litvínov | 3 : 0 Report    | Třinec   | (0:0 , 2:0 , 1:0)     |
| Branky Třince nikdo – nejlepší hráč utkání Jakub Orsava |           |             |          |                 |          |                       |
| 11. | 2014/2015 | finále      | Třinec   | 2 : 1 SN Report | Litvínov | (0:1 , 0:0 , 1:0)     |
| Branky Třince 59:24 Tomáš Plíhal, rozhodující SN Vladimír Dravecký – nejlepší hráč utkání Jakub Klepiš                                                                          |           |             |          |                 |          |                       |
| 12. | 2014/2015 | finále      | Litvínov | 3 : 6 Report    | Třinec   | (1:2 , 1:3 , 1:1)     |
| Branky Třince 01:43 Erik Hrňa, 17:41 Tomáš Plíhal, 23:50 Vladimír Dravecký, 29:16 Tomáš Linhart, 39:20 Štefan Ružička, 57:49 Jakub Orsava – nejlepší hráč utkání Erik Hrňa      |           |             |          |                 |          |                       |
| 13. | 2014/2015 | finále      | Třinec   | 0 : 2 Report    | Litvínov | (0:0 , 0:0 , 0:2)     |
| Branky Třince nikdo – nejlepší hráč utkání Marek Trončinský |           |             |          |                 |          |                       |
| 14. | 2022/2023 | předkolo    | Třinec   | 3 : 1 Report    | Litvínov | (0:0, 1:1, 2:0)       |
| Branky Třince 25:50 Vladimír Dravecký, 46:40 Daniel Kurovský, 59:59 Martin Růžička – nejlepší hráč utkání Marek Mazanec                                                         |           |             |          |                 |          |                       |
| 15. | 2022/2023 | předkolo    | Třinec   | 5 : 4 PP Report | Litvínov | (1:1, 2:1, 1:2 — 1:0) |
| Branky Třince 07:36 Andrej Nestrašil, 26:55 Lukáš Kaňák, 36:07 Martin Růžička, 56:57 Jakub Jeřábek, 66:46 Jakub Jeřábek – nejlepší hráč utkání Andrej Nestrašil                 |           |             |          |                 |          |                       |
| 16. | 2022/2023 | předkolo    | Litvínov | 2 : 4 Report    | Třinec   | (1:1, 0:1, 1:2)       |
| Branky Třince 04:01 Daniel Voženílek, 24:56 Andrej Nestrašil, 48:22 Petr Vrána, 58:36 Martin Růžička – nejlepší hráč utkání Petr Vrána                                          |           |             |          |                 |          |                       |
| 17. | 2024/2025 | předkolo    | Litvínov | 2 : 1 Report    | Třinec   | (0:1, 1:0, 0:0 - 1:0) |
| Branky Třince 10:18 Patrik Koch – nejlepší hráč utkání Petr Sikora |           |             |          |                 |          |                       |
| 18. | 2024/2024 | předkolo    | Litvínov | 2 : 4 Report    | Třinec   | (1:0, 1:3, 0:1)       |
| Branky Třince 24:19 Tomáš Kundrátek, 28:59 David Cienciala, 31:25 Richard Nedomlel, 59:53 Miloš Roman – nejlepší hráč utkání Martin Marinčin                                    |           |             |          |                 |          |                       |
| 19. | 2024/2025 | předkolo    | Třinec   | 3 : 2 Report    | Litvínov | (1:0, 2:2, 0:0)       |
| Branky Třince 17:47 Ondřej Kovařčík, 22:21 Daniel Kurovský, 25:31 Daniel Kurovský – nejlepší hráč utkání Daniel Kurovský                                                        |           |             |          |                 |          |                       |
| 20. | 2024/2025 | předkolo    | Třinec   | 4 : 1 Report    | Litvínov | (0:0, 2:1, 2:0)       |
| Branky Třince 24:08 Martin Růžička, 25:08 Petr Sikora, 51:30 Patrik Hrehorčák, 58:57 Vladimír Dravecký – nejlepší hráč utkání Petr Sikora                                       |           |             |          |                 |          |                       |
| |           |             |          |                 |          |                       |
| Třinec 13x utkání vyhrál, 7x utkánní prohrál Třinec 3x sérii vyhrál, 1x sérii prohrál                                                                                           |           |             |          |                 |          |                       |

## Třinec - Liberec
| Číslo | Sezona    | Utkání      | Domácí  | Výsledek        | Hosté   | Třetiny               |
| --- | --------- | ----------- | ------- | --------------- | ------- | --------------------- |
| 01. | 2006/2007 | čtvrtfinále | Liberec | 2 : 1 PP Report | Třinec  | (0:0 , 1:0 , 0:1)     |
| Branky Třince 56:19 Rostislav Martynek |           |             |         |                 |         |                       |
| 02. | 2006/2007 | čtvrtfinále | Liberec | 3 : 4 PP Report | Třinec  | (1:1 , 2:1 , 0:1)     |
| Branky Třince 12:37 Juraj Štefanka, 20:17 Marcin Kolusz, 56:16 Lubomír Korhoň, Po prodloužení 65:28 Rostislav Martynek                       |           |             |         |                 |         |                       |
| 03. | 2006/2007 | čtvrtfinále | Třinec  | 2 : 3 Report    | Liberec | (0:0 , 2:1 , 0:2)     |
| Branky Třince 21:25 Lubomír Korhoň, 38:38 Lukáš Říha                                                                                         |           |             |         |                 |         |                       |
| 04. | 2006/2007 | čtvrtfinále | Třinec  | 4 : 1 Report    | Liberec | (2:0 , 2:0 , 0:1)     |
| Branky Třince 07:56 Lubomír Korhoň, 08:34 Rostislav Martynek, 26:56 Juraj Štefanka, 33:41 Vlastimil Kroupa                                   |           |             |         |                 |         |                       |
| 05. | 2006/2007 | čtvrtfinále | Liberec | 3 : 2 PP Report | Třinec  | (0:1 , 0:0 , 2:1)     |
| Branky Třince 05:08 Jan Výtisk, 58:40 Lubomír Korhoň                                                                                         |           |             |         |                 |         |                       |
| 06. | 2006/2007 | čtvrtfinále | Třinec  | 3 : 1 Report    | Liberec | (0:1 , 2:0 , 1:0)     |
| Branky Třince 31:06 Juraj Štefanka, 32:19 Zdeněk Skořepa, 54:33 Marcin Kolusz                                                                |           |             |         |                 |         |                       |
| 07. | 2006/2007 | čtvrtfinále | Liberec | 4 : 2 Report    | Třinec  | (1:0 , 0:1 , 2:1)     |
| Branky Třince 31:37 Lukáš Říha, 54:17 Miroslav Zálešák                                                                                       |           |             |         |                 |         |                       |
| |           |             |         |                 |         |                       |
| 08. | 2018/2019 | finále      | Liberec | 1 : 2 Report    | Třinec  | (0:1, 1:1, 0:0)       |
| Branky Třince 07:58 Erik Hrňa, 37:55 Petr Vrána – nejlepší hráč utkání Šimon Hrubec                                                          |           |             |         |                 |         |                       |
| 09. | 2018/2019 | finále      | Liberec | 3 : 1 Report    | Třinec  | (0:0, 2:1, 1:0)       |
| Branky Třince 37:50 Tomáš Marcinko – nejlepší hráč utkání Martin Růžička                                                                     |           |             |         |                 |         |                       |
| 10. | 2018/2019 | finále      | Třince  | 4 : 1 Report    | Liberec | (0:1, 2:0, 2:0)       |
| Branky Třince 35:32 David Cienciala, 38:25 Martin Růžička, 41:27 Martin Adamský, 57:31 Jiří Polanský – nejlepší hráč utkání Petr Vrána       |           |             |         |                 |         |                       |
| 11. | 2018/2019 | finále      | Třince  | 1 : 2 PP Report | Liberec | (0:0, 0:1, 1:0 - 0:1) |
| Branky Třince 57:53 David Cienciala – nejlepší hráč utkání Šimon Hrubec                                                                      |           |             |         |                 |         |                       |
| 12. | 2018/2019 | finále      | Liberec | 2 : 3 PP Report | Třinec  | (1:0, 1:1, 0:1 - 0:1) |
| Branky Třince 22:14 Erik Hrňa, 52:50 Ethan Werek, 86:11 Ondřej Kovařčík – nejlepší hráč utkání Vladimír Dravecký                             |           |             |         |                 |         |                       |
| 13. | 2018/2019 | finále      | Třinec  | 4 : 2 Report    | Liberec | (1:1, 1:1, 2:0)       |
| Branky Třince 12:37 Petr Vrána, 30:15 David Cienciala, 56:03 Vladimír Roth, 58:44 Ethan Werek – nejlepší hráč utkání Vladimír Roth           |           |             |         |                 |         |                       |
| 14. | 2020/2021 | finále      | Třinec  | 6 : 2 Report    | Liberec | (3:0, 3:2, 0:0)       |
| Branky Třince 06:50 Ralfs Freibergs, 09:12 Tomáš Kundrátek, 14:09 Erik Hrňa, 25:28 Michael Špaček, 29:44 Matěj Stránský, 35:43 Milan Doudera |           |             |         |                 |         |                       |
| 15. | 2020/2021 | finále      | Třinec  | 3 : 1 Report    | Liberec | (0:0, 2:0, 1:1)       |
| Branky Třince 34:06 Petr Vrána, 38:03 Miloš Roman, 59:22 Jack Rodewald                                                                       |           |             |         |                 |         |                       |
| 16. | 2020/2021 | finále      | Liberec | 3 : 0 Report    | Třinec  | (2:0, 0:0, 1:0)       |
| Branky Třince nikdo |           |             |         |                 |         |                       |
| 17. | 2020/2021 | finále      | Liberec | 0 : 1 PP Report | Třinec  | (0:0, 0:0, 0:0 - 0:1) |
| Branky Třince 69:14 Matěj Stránský |           |             |         |                 |         |                       |
| 18. | 2020/2021 | finále      | Třinec  | 3 : 0 Report    | Liberec | (0:0, 1:0, 2:0)       |
| Branky Třince 29:07 Jack William Rodewald, 51:17 Michal Kovařčík, 57:32 Vladimír Dravecký                                                    |           |             |         |                 |         |                       |
| |           |             |         |                 |         |                       |
| Třinec 11x utkání vyhrál, 7x utkánní prohrál Třinec 2x sérii vyhrál, 1x sérii prohrál                                                        |           |             |         |                 |         |                       |

## Třinec - Mladá Boleslav
| Číslo | Sezona    | Utkání      | Domácí         | Výsledek        | Hosté          | Třetiny                     |
| --- | --------- | ----------- | -------------- | --------------- | -------------- | --------------------------- |
| 01. | 2014/2015 | čtvrtfinále | Třinec         | 2 : 1 Report    | Mladá Boleslav | (0:0 , 2:0 , 0:1)           |
| Branky Třince 29:35 David Cienciala, 38:26 Daniel Rákos – nejlepší hráč utkání Jakub Klepiš                                           |           |             |                |                 |                |                             |
| 02. | 2014/2015 | čtvrtfinále | Třinec         | 3 : 2 Report    | Mladá Boleslav | (3:2 , 0:0 , 0:0)           |
| Branky Třince 04:16 Erik Hrňa, 09:44 Jakub Klepiš, 19:25 Josef Hrabal – nejlepší hráč utkání Erik Hrňa                                |           |             |                |                 |                |                             |
| 03. | 2014/2015 | čtvrtfinále | Mladá Boleslav | 5 : 2 Report    | Třinec         | (1:0 , 2:2 , 2:0)           |
| Branky Třince 31:54 David Cienciala, 34:37 Erik Hrňa – nejlepší hráč utkání Štefan Ružička                                            |           |             |                |                 |                |                             |
| 04. | 2014/2015 | čtvrtfinále | Mladá Boleslav | 1 : 2 Report    | Třinec         | (1:0 , 0:2 , 0:0)           |
| Branky Třince 20:50 Lukáš Galvas, 22:57 Vladimír Dravecký – nejlepší hráč utkání Jiří Polanský                                        |           |             |                |                 |                |                             |
| 05. | 2014/2015 | čtvrtfinále | Třinec         | 4 : 3 Report    | Mladá Boleslav | (1:1 , 1:0 , 2:2)           |
| Branky Třince 07:46 Tomáš Plíhal, 34:26 Jakub Klepiš, 58:40 Martin Adamský, 59:49 Tomáš Linhart – nejlepší hráč utkání Martin Adamský |           |             |                |                 |                |                             |
| 06. | 2020/2021 | semifinále  | Třinec         | 2 : 0 Report    | Mladá Boleslav | (0:0, 2:0, 0:0)             |
| Branky Třince 25:02 Martin Růžička, 28:32 Michal Kovařčík                                                                             |           |             |                |                 |                |                             |
| 07. | 2020/2021 | semifinále  | Třinec         | 1 : 3 Report    | Mladá Boleslav | (1:1, 0:2, 0:0)             |
| Branky Třince Jack Rodewald |           |             |                |                 |                |                             |
| 08. | 2020/2021 | semifinále  | Mladá Boleslav | 1 : 3 Report    | Třinec         | (0:2, 1:1, 0:0)             |
| Branky Třince 01:50 Jack Rodewald, 12:02 Martin Růžička, 38:32 Miloš Roman                                                            |           |             |                |                 |                |                             |
| 09. | 2020/2021 | semifinále  | Mladá Boleslav | 3 : 1 Report    | Třinec         | (1:1, 1:0, 1:0)             |
| Branky Třince 05:58 Matěj Stránský |           |             |                |                 |                |                             |
| 10. | 2020/2021 | semifinále  | Třinec         | 3 : 0 Report    | Mladá Boleslav | (1:0, 2:0, 0:0)             |
| Branky Třince 05:22 Martin Růžička, 23:02 Petr Vrána, 36:03 Michael Špaček                                                            |           |             |                |                 |                |                             |
| 11. | 2020/2021 | semifinále  | Mladá Boleslav | 4 : 2 Report    | Třinec         | (1:0, 2:1, 1:1)             |
| Branky Třince 29:15 Martin Růžička, 49:29 Ralfs Freibetgs                                                                             |           |             |                |                 |                |                             |
| 12. | 2020/2021 | semifinále  | Třinec         | 3 : 0 Report    | Mladá Boleslav | (0:0, 0:0, 3:0)             |
| Branky Třince 07:00 Martin Růžička, 19:21 Tomáš Marcinko, 19:37 Patrik Hrehorčák                                                      |           |             |                |                 |                |                             |
| 13. | 2021/2022 | semifinále  | Třinec         | 3 : 0 Report    | Mladá Boleslav | (0:0, 1:0, 2:0)             |
| Branky Třince 39:04 Michal Kovařčík, 43:02 David Musil, 59:21 Miloš Roman                                                             |           |             |                |                 |                |                             |
| 14. | 2021/2022 | semifinále  | Třinec         | 1 : 0 SN Report | Mladá Boleslav | (0:0, 0:0, 0:0 - 0:0 - 1:0) |
| Branky Třince rozhodující SN Vladimír Svačina                                                                                         |           |             |                |                 |                |                             |
| 15. | 2021/2022 | semifinále  | Mladá Boleslav | 3 : 4 PP Report | Třinec         | (1:0, 1:0, 1:3 - 0:1)       |
| Branky Třince 41:32 Petr Vrána, 58:09 Erik Hrňa, 58:26 Petr Vrána, 61:12 Erik Hrňa                                                    |           |             |                |                 |                |                             |
| 16. | 2021/2022 | semifinále  | Mladá Boleslav | 1 : 2 Report    | Třinec         | (0:1, 0:1, 1:0)             |
| Branky Třince 09:01 Vladimír Dravecký, 36:07 Martin Růžička                                                                           |           |             |                |                 |                |                             |
| |           |             |                |                 |                |                             |
| Třinec 12x utkání vyhrál, 4x utkánní prohrál Třinec 3x sérii vyhrál, 0x sérii prohrál                                                 |           |             |                |                 |                |                             |

## Třinec - Chomutov
| Číslo | Sezona    | Utkání      | Domácí   | Výsledek         | Hosté    | Třetiny           |
| --- | --------- | ----------- | -------- | ---------------- | -------- | ----------------- |
| 01. | 2016/2017 | čtvrtfinále | Třinec   | 0 : 2 Report     | Chomutov | (0:1 , 0:1 , 0:0) |
| Branky Třince nikdo – nejlepší hráč utkání Lukáš Krajíček                                                                                |           |             |          |                  |          |                   |
| 02. | 2016/2017 | čtvrtfinále | Třinec   | 3 : 4 PP Report  | Chomutov | (0:1 , 3:2 , 0:0) |
| Branky Třince 21:00 Tomáš Netík, 27:25 Cory Kane, 29:50 Vladimír Roth – nejlepší hráč utkání Lukáš Krajíček                              |           |             |          |                  |          |                   |
| 03. | 2016/2017 | čtvrtfinále | Chomutov | 2 : 3 PP Report  | Třinec   | (0:0 , 2:1 , 0:1) |
| Branky Třince 27:52 Cory Kane, 54:31 Vladimír Roth, v prodloužení 76:52 Cory Kane – nejlepší hráč utkání Vladimír Roth                   |           |             |          |                  |          |                   |
| 04. | 2016/2017 | čtvrtfinále | Chomutov | 2 : 1 Report     | Třinec   | (0:0 , 1:1 , 1:0) |
| Branky Třince 28:04 Vladimír Dravecký – nejlepší hráč utkání Vladimír Dravecký                                                           |           |             |          |                  |          |                   |
| 05. | 2016/2017 | čtvrtfinále | Třinec   | 3 : 2 PP2 Report | Chomutov | (1:0 , 1:1 , 0:1) |
| Branky Třince 04:26 Vladimír Dravecký, 34:27 Erik Hrňa, v druhém prodloužení 88:28 David Cienciala – nejlepší hráč utkání Peter Hamerlík |           |             |          |                  |          |                   |
| 06. | 2016/2017 | čtvrtfinále | Chomutov | 5 : 3 Report     | Třinec   | (1:3 , 2:0 , 2:0) |
| Branky Třince 09:08 Jakub Petružálek, 16:37 Daniel Rákos, 16:54 Martin Adamský – nejlepší hráč utkání Jakub Petružálek                   |           |             |          |                  |          |                   |
| |           |             |          |                  |          |                   |
| Třinec 2x utkání vyhrál, 4x utkánní prohrál Třinec 0x sérii vyhrál, 1x sérii prohrál                                                     |           |             |          |                  |          |                   |

## Třinec - Hradec Králové
| Číslo | Sezona    | Utkání     | Domácí        | Výsledek        | Hosté          | Třetiny               |
| --- | --------- | ---------- | ------------- | --------------- | -------------- | --------------------- |
| 01. | 2017/2018 | semifinále | Mountfield HK | 1 : 4 Report    | Třinec         | (0:1, 0:2, 1:1)       |
| Branky Třince 01:58 David Cienciala, 33:08 Jiří Polanský, 37:34 David Cienciala, 59:36 Milan Doudera – nejlepší hráč utkání David Cienciala                          |           |            |               |                 |                |                       |
| 02. | 2017/2018 | semifinále | Mountfield HK | 1 : 2 Report    | Třinec         | (0:2, 1:0, 0:0)       |
| Branky Třince 04:10 Vladimír Svačina, 18:58 Erik Hrňa – nejlepší hráč utkání Šimon Hrubec                                                                            |           |            |               |                 |                |                       |
| 03. | 2017/2018 | semifinále | Třinec        | 5 : 1 Report    | Mountfield HK  | (3:0, 2:1, 0:0)       |
| Branky Třince 02:20 Michal Kovařčík, 04:12 Ondřej Kovařčík, 05:52 Martin Adamský, 26:39 Tomáš Marcinko, 38:20 David Cienciala – nejlepší hráč utkání Ondřej Kovařčík |           |            |               |                 |                |                       |
| 04. | 2017/2018 | semifinále | Třinec        | 1 : 2 PP Report | Mountfield HK  | (1:1, 0:0, 0:0)       |
| Branky Třince 14:42 Michal Kovařčík – nejlepší hráč utkání Lukáš Krajíček                                                                                            |           |            |               |                 |                |                       |
| 05. | 2017/2018 | semifinále | Mountfield HK | 3 : 2 PP Report | Třinec         | (0:1, 2:1, 0:0)       |
| Branky Třince 06:07 David Cienciala, 36:30 Vladimír Svačina – nejlepší hráč utkání Vladimír Svačina                                                                  |           |            |               |                 |                |                       |
| 06. | 2017/2018 | semifinále | Třinec        | 2 : 1 PP Report | Mountfield HK  | (0:0, 1:0, 0:1)       |
| Branky Třince 28:00 Aron Chmielewski, v prodloužení 68:51 Ondřej Kovařčík – nejlepší hráč utkání Aron Chmielewski                                                    |           |            |               |                 |                |                       |
| 07. | 2022/2023 | finále     | Mountfield HK | 2 : 4 Report    | Třinec         | (0:0, 0:1, 2:3)       |
| Branky Třince 29:11 Daniel Kurovský, 40:50 Daniel Voženílek, 48:43 Daniel Voženílek, 59:21 Vladimír Dravecký                                                         |           |            |               |                 |                |                       |
| 08. | 2022/2023 | finále     | Mountfield HK | 1 : 2 PP Report | Třinec         | (0:1, 1:0, 0:0 - 0:1) |
| Branky Třince 08:55 Martin Růžička, 70:44 Daniel Voženílek |           |            |               |                 |                |                       |
| 09. | 2022/2023 | finále     | Třinec        | 1 : 0 Report    | Mountfieldu HK | (0:0, 1:0, 0:0)       |
| Branky Třince 20:54 Marko Daňo |           |            |               |                 |                |                       |
| 10. | 2022/2023 | finále     | Třinec        | 1 : 2 PP Report | Mountfieldu HK | (0:1, 1:0, 0:0 - 0:1) |
| Branky Třince 24:19 Marian Adámek |           |            |               |                 |                |                       |
| 11. | 2022/2023 | finále     | Mountfield HK | 3 : 0 Report    | Třinec         | (1:0, 1:0, 1:0)       |
| Branky Třince nikdo |           |            |               |                 |                |                       |
| 12. | 2022/2023 | finále     | Třinec        | 4 : 1 Report    | Mountfield HK  | (1:0, 0:0, 3:1)       |
| Branky Třince13:56 Martin Marinčin, 56:43 Libor Hudáček, 58:12 Andrej Nestrašil, 58:48 Marko Daňo                                                                    |           |            |               |                 |                |                       |
| |           |            |               |                 |                |                       |
| Třinec 8x utkání vyhrál, 4x utkání prohrál Třinec 2x sérii vyhrál, 0x sérii prohrál                                                                                  |           |            |               |                 |                |                       |

## Třinec - Brno
| Číslo | Sezona    | Utkání      | Domácí | Výsledek     | Hosté  | Třetiny         |
| --- | --------- | ----------- | ------ | ------------ | ------ | --------------- |
| 01. | 2017/2018 | finále      | Třinec | 5 : 1 Report | Brno   | (2:1, 1:0, 2:0) |
| Branky Třince 01:53 Tomáš Marcinko, 05:46 Lukáš Krajíček, 22:29 Jakub Petružálek, 46:23 Jakub Petružálek, 57:36 Aron Chmielewski                                          |           |             |        |              |        |                 |
| 02. | 2017/2018 | finále      | Třinec | 2 : 3 Report | Brno   | (0:1, 1:1, 1:1) |
| Branky Třince 35:01 Jiří Polanský, 56:20 Jiří Polanský |           |             |        |              |        |                 |
| 03. | 2017/2018 | finále      | Brno   | 3 : 2 Report | Třinec | (1:0, 1:2, 1:0) |
| Branky Třince 26:29 Ondřej Kovařčík, 31:33 David Cienciala |           |             |        |              |        |                 |
| 04. | 2017/2018 | finále      | Brno   | 5 : 2 Report | Třinec | (2:1, 2:1, 1:0) |
| Branky Třince 05:14 Roman Vlach, 30:11 Lukáš Krajíček |           |             |        |              |        |                 |
| 05. | 2017/2018 | finále      | Třinec | 1 : 4 Report | Brno   | (0:3, 0:0, 1:1) |
| Branky Třince 49:40 Bohumil Jank |           |             |        |              |        |                 |
| 06. | 2020/2021 | čtvrtfinále | Třinec | 5 : 0 Report | Brno   | (3:0, 1:0, 1:0) |
| Branky Třince 01:14 Tomáš Kundrátek, 01:51 Michal Kovařčík, 12:10 Martin Růžička, 25:50 Jack Rodewald, 45:09 Erik Hrňa                                                    |           |             |        |              |        |                 |
| 07. | 2020/2021 | čtvrtfinále | Třinec | 7 : 2 Report | Brno   | (2:1, 3:0, 2:1) |
| Branky Třince11:19 Daniel Kurovský, 19:54 Matěj Stránský, 26:56 Martin Růžička, 29:30 Michal Kovařčík, 39:58 Ralfs Freibergs, 58:57 Michal Kovařčík, 59:29 Tomáš Marcinko |           |             |        |              |        |                 |
| 08. | 2020/2021 | čtvrtfinále | Brno   | 1 : 4 Report | Třinec | (0:1, 1:1, 0:2) |
| Branky Třince 07:26 Martin Růžička, 33:52 Martin Gernát, 46:54 Erik Hrňa, 53:22 Michal Kovařčík                                                                           |           |             |        |              |        |                 |
| 09. | 2020/2021 | čtvrtfinále | Brno   | 1 : 4 Report | Třinec | (1:1, 0:2, 0:1) |
| Branky Třince 15:56 Jack Rodewald, 01:32 Martin Stránský, 05:01 Patrik Hrehorčák, 10:43 Patrik Hrehorčák                                                                  |           |             |        |              |        |                 |
| |           |             |        |              |        |                 |
| Třinec 5x utkání vyhrál, 4x utkání prohrál Třinec 1x sérii vyhrál, 1x sérii prohrál                                                                                       |           |             |        |              |        |                 |

## Třinec - Karlovy Vary
| Číslo                                                                                | Sezona    | Utkání   | Domácí       | Výsledek        | Hosté        | Třetiny           |
| ------------------------------------------------------------------------------------ | --------- | -------- | ------------ | --------------- | ------------ | ----------------- |
| 01.                                                                                  | 2006/2007 | předkolo | Karlovy Vary | 1 : 3 Report    | Třinec       | (1:0 , 0:1 , 0:2) |
| Branky Třince 25:37 Juraj Štefanka, 47:36 Juraj Štefanka, 59:06 Roman Tomas          |           |          |              |                 |              |                   |
| 02.                                                                                  | 2006/2007 | předkolo | Karlovy Vary | 2 : 3 Report    | Třinec       | (0:0 , 2:1 , 0:2) |
| Branky Třince 38:17 Juraj Štefanka, 48:54 Juraj Štefanka, 50:50 Lubomír Korhoň       |           |          |              |                 |              |                   |
| 03.                                                                                  | 2006/2007 | předkolo | Třinec       | 2 : 1 SN Report | Karlovy Vary | (0:0 , 1:0 , 0:1) |
| Branky Třince 38:50 Zdeněk Skořepa, rozhodující SN Roman Hlouch                      |           |          |              |                 |              |                   |
|                                                                                      |           |          |              |                 |              |                   |
| Třinec 3x utkání vyhrál, 0x utkánní prohrál Třinec 1x sérii vyhrál, 0x sérii prohrál |           |          |              |                 |              |                   |

## Třinec - Slavia Praha
| Číslo | Sezona    | Utkání      | Domácí       | Výsledek        | Hosté        | Třetiny           |
| --- | --------- | ----------- | ------------ | --------------- | ------------ | ----------------- |
| 01. | 1997/1998 | čtvrtfinále | Třinec       | 4 : 3 Report    | Slavia Praha | (2:1 , 1:0 , 1:2) |
| Branky Třince 12:16 Richard Král, 17:25 Viktor Ujčík, 29:29 Roman Kaděra, 46:40 Viktor Ujčík |           |             |              |                 |              |                   |
| 02. | 1997/1998 | čtvrtfinále | Třinec       | 3 : 4 Report    | Slavia Praha | (1:1 , 1:3 , 1:0) |
| Branky Třince 05:19 Jozef Daňo, 26:03 Tomáš Chlubna, 42:25 Jan Peterek |           |             |              |                 |              |                   |
| 03. | 1997/1998 | čtvrtfinále | Slavia Praha | 4 : 5 SN Report | Třinec       | (2:3 , 2:1 , 0:0) |
| Branky Třince 00:55 Ľubomír Sekeráš, 08:52 Viktor Ujčík, 15:00 Richard Král, 24:37 Ladislav Lubina, rozhodující SN Jan Peterek                                                                          |           |             |              |                 |              |                   |
| 04. | 1997/1998 | čtvrtfinále | Slavia Praha | 7 : 4 Report    | Třinec       | (3:2 , 1:1 , 3:1) |
| Branky Třince 00:10 Jiří Kuntoš, 10:11 Viktor Ujčík, 24:30 Richard Král, 54:54 Richard Král |           |             |              |                 |              |                   |
| 05. | 1997/1998 | čtvrtfinále | Třinec       | 7 : 0 Report    | Slavia Praha | (1:0 , 3:0 , 3:0) |
| Branky Třince 06:58 Tomáš Chlubna, 22:14 Ladislav Lubina, 27:26 Ladislav Lubina, 37:33 Viktor Ujčík, 46:29 Tomáš Chlubna, 49:21 Viktor Ujčík, 50:02 Aleš Zima                                           |           |             |              |                 |              |                   |
| |           |             |              |                 |              |                   |
| 06. | 2005/2006 | čtvrtfinále | Slavia Praha | 5 : 3 Report    | Třinec       | (0:1 , 2:1 , 3:1) |
| Branky Třince 16:00 Rudolf Huna, 26:25 Rudolf Huna, 53:29 Jiří Polanský |           |             |              |                 |              |                   |
| 07. | 2005/2006 | čtvrtfinále | Slavia Praha | 7 : 4 Report    | Třinec       | (1:2 , 4:1 , 2:1) |
| Branky Třince 01:08 Jan Peterek, 06:44 Jaroslav Kudrna, 30:43 Vlastimil Kroupa, 52:07 Pavel Janků |           |             |              |                 |              |                   |
| 08. | 2005/2006 | čtvrtfinále | Třinec       | 2 : 3 SN Report | Slavia Praha | (1:1 , 0:0 , 1:1) |
| Branky Třince 06:58 Jan Peterek, 42:23 Jiří Polanský |           |             |              |                 |              |                   |
| 09. | 2005/2006 | čtvrtfinále | Třinec       | 3 : 4 PP Report | Slavia Praha | (1:2 , 1:1 , 1:0) |
| Branky Třince 16:10 Peter Fabuš, 37:27 Jiří Polanský, 45:29 Jiří Polanský |           |             |              |                 |              |                   |
| |           |             |              |                 |              |                   |
| 10. | 2007/2008 | čtvrtfinále | Slavia Praha | 4 : 1 Report    | Třinec       | (3:0 , 1:1 , 0:0) |
| Branky Třince 34:27 Lubomír Korhoň |           |             |              |                 |              |                   |
| 11. | 2007/2008 | čtvrtfinále | Slavia Praha | 1 : 2 SN Report | Třinec       | (0:1 , 0:0 , 1:0) |
| Branky Třince 19:53 Peter Barinka, rozhodující SN Peter Barinka |           |             |              |                 |              |                   |
| 12. | 2007/2008 | čtvrtfinále | Třinec       | 2 : 4 Report    | Slavia Praha | (0:1 , 2:2 , 0:1) |
| Branky Třince 28:33 Juraj Štefanka, 39:51 Lubomír Korhoň |           |             |              |                 |              |                   |
| 13. | 2007/2008 | čtvrtfinále | Třinec       | 0 : 1 Report    | Slavia Praha | (0:1 , 0:0 , 0:0) |
| Branky Třince nikdo |           |             |              |                 |              |                   |
| 14. | 2007/2008 | čtvrtfinále | Slavia Praha | 3 : 2 PP Report | Třinec       | (1:1 , 0:1 , 1:0) |
| Branky Třince 05:13 Jiří Polanský, 30:11 Martin Výborný |           |             |              |                 |              |                   |
| |           |             |              |                 |              |                   |
| 15. | 2010/2011 | semifinále  | Třinec       | 5 : 3 Report    | Slavia Praha | (2:0 , 2:0 , 1:3) |
| Branky Třince 04:00 Radek Bonk, 07:02 Lukáš Krajíček, 33:08 Martin Adamský, 39:56 Martin Růžička, 58:21 David Květoň – nejlepší hráč utkání Martin Růžička                                              |           |             |              |                 |              |                   |
| 16. | 2010/2011 | semifinále  | Třinec       | 2 : 3 SN Report | Slavia Praha | (0:1 , 1:0 , 1:1) |
| Branky Třince 20:30 Ladislav Kohn, 59:35 Josef Hrabal – nejlepší hráč utkání Radek Bonk |           |             |              |                 |              |                   |
| 17. | 2010/2011 | semifinále  | Slavia Praha | 4 : 3 PP Report | Třinec       | (1:0 , 1:2 , 1:1) |
| Branky Třince 32:20 David Květoň, 35:37 Martin Růžička, 51:59 Martin Růžička – nejlepší hráč utkání Martin Růžička                                                                                      |           |             |              |                 |              |                   |
| 18. | 2010/2011 | semifinále  | Slavia Praha | 4 : 0 Report    | Třinec       | (1:0 , 1:0 , 2:0) |
| Branky Třince nikdo – nejlepší hráč utkání Václav Varaďa |           |             |              |                 |              |                   |
| 19. | 2010/2011 | semifinále  | Třinec       | 6 : 1 Report    | Slavia Praha | (1:0 , 4:0 , 1:1) |
| Branky Třince 05:24 Martin Růžička, 26:00 Martin Růžička, 27:13 Martin Růžička, 30:28 David Květoň, 4 branky v utkání 32:28 Martin Růžička, 43:54 Martin Koudelka – nejlepší hráč utkání Martin Růžička |           |             |              |                 |              |                   |
| 20. | 2010/2011 | semifinále  | Slavia Praha | 3 : 5 Report    | Třinec       | (2:1 , 1:3, 0:1)  |
| Branky Třince 04:25 Erik Hrňa, 28:50 Lukáš Krajíček, 37:15 Josef Hrabal, 38:38 Martin Růžička, 59:44 Martin Adamský – nejlepší hráč utkání Josef Hrabal                                                 |           |             |              |                 |              |                   |
| 21. | 2010/2011 | semifinále  | Třinec       | 5 : 2 Report    | Slavia Praha | (1:0 , 3:0 , 1:2) |
| Branky Třince 00:47 David Květoň, 26:55 Lukáš Zíb, 27:35 Lukáš Krajíček, 30:08 Lukáš Zíb, 50:45 Ladislav Kohn – nejlepší hráč utkání Lukáš Zíb                                                          |           |             |              |                 |              |                   |
| |           |             |              |                 |              |                   |
| Třinec 8x utkání vyhrál, 13x utkánní prohrál Třinec 2x sérii vyhrál, 2x sérii prohrál |           |             |              |                 |              |                   |

## Třinec - Znojmo
| Číslo | Sezona    | Utkání   | Domácí | Výsledek     | Hosté  | Třetiny           |
| --- | --------- | -------- | ------ | ------------ | ------ | ----------------- |
| 01. | 2007/2008 | předkolo | Třinec | 4 : 1 Report | Znojmo | (2:0 , 1:1 , 1:0) |
| Branky Třince 13:46 David Moravec, 14:01 Zdeněk Skořepa, 32:56 Jiří Polanský, 58:23 Ľubomír Sekeráš                      |           |          |        |              |        |                   |
| 02. | 2007/2008 | předkolo | Třinec | 5 : 2 Report | Znojmo | (0:0 , 4:2 , 1:0) |
| Branky Třince 21:31 Peter Barinka, 23:05 Jan Steber, 23:29 David Moravec, 34:59 Juraj Štefanka, 48:53 Rostislav Martynek |           |          |        |              |        |                   |
| 03. | 2007/2008 | předkolo | Znojmo | 1 : 2 Report | Třinec | (0:0 , 0:1 , 1:1) |
| Branky Třince 23:06 Lubomír Korhoň, 57:08 Jiří Polanský                                                                  |           |          |        |              |        |                   |
| |           |          |        |              |        |                   |
| Třinec 3x utkání vyhrál, 0x utkánní prohrál Třinec 1x sérii vyhrál, 0x sérii prohrál                                     |           |          |        |              |        |                   |

## Třinec - Vsetín
| Číslo                                                                                | Sezona    | Utkání | Domácí | Výsledek     | Hosté  | Třetiny         |
| ------------------------------------------------------------------------------------ | --------- | ------ | ------ | ------------ | ------ | --------------- |
| 01.                                                                                  | 1997/1998 | finále | Vsetín | 5 : 1 Report | Třinec | (1:1, 1:0, 3:0) |
| Branky Třince 17:32 Petr Jančařík                                                    |           |        |        |              |        |                 |
| 02.                                                                                  | 1997/1998 | finále | Vsetín | 4 : 1 Report | Třinec | (0:0, 1:1, 3:0) |
| Branky Třince 20:46 Ľubomír Sekeráš                                                  |           |        |        |              |        |                 |
| 03.                                                                                  | 1997/1998 | finále | Třinec | 1 : 3 Report | Vsetín | (0:1, 1:1, 0:1) |
| Branky Třince 24:16 Tomáš Chlubna                                                    |           |        |        |              |        |                 |
|                                                                                      |           |        |        |              |        |                 |
| Třinec 0x utkání vyhrál, 3x utkánní prohrál Třinec 0x sérii vyhrál, 1x sérii prohrál |           |        |        |              |        |                 |

## Třinec - České Budějovice
| Číslo                                                                                            | Sezona    | Utkání      | Domácí           | Výsledek     | Hosté             | Třetiny         |
| ------------------------------------------------------------------------------------------------ | --------- | ----------- | ---------------- | ------------ | ----------------- | --------------- |
| 01.                                                                                              | 2023/2024 | čtvrtfinále | Třinec           | 2 : 0 Report | Českých Budějovic | (0:0, 0:0, 2:0) |
| Branky Třince 43:05 Richard Nedomlel, 59:55 Andrej Nestrašil                                     |           |             |                  |              |                   |                 |
| 02.                                                                                              | 2023/2024 | čtvrtfinále | Třinec           | 2 : 0 Report | Českých Budějovic | (1:0, 1:0, 0:0) |
| Branky Třince 18:08 Marko Daňo, 35:01 David Cienciala                                            |           |             |                  |              |                   |                 |
| 03.                                                                                              | 2023/2024 | čtvrtfinále | České Budějovice | 3 : 4 Report | Třinec            | (2:3, 1:0, 0:1) |
| Branky Třince 05:38 Libor Hudáček, 14:51 David Cienciala, 16:39 Miloš Roman, 50:19 Libor Hudáček |           |             |                  |              |                   |                 |
| 04.                                                                                              | 2023/2024 | čtvrtfinále | České Budějovice | 4 : 1 Report | Třinec            | (2:1, 0:0, 2:0) |
| Branky Třince 04:42 Richard Nedomlel                                                             |           |             |                  |              |                   |                 |
| 05.                                                                                              | 2023/2024 | čtvrtfinále | Třinec           | 2 : 3 Report | České Budějovice  | (0:1, 0:1, 2:1) |
| Branky Třince 40:30 Viliam Čacho, 43:38 Daniel Voženílek                                         |           |             |                  |              |                   |                 |
| 06.                                                                                              | 2023/2024 | čtvrtfinále | České Budějovice | 3 : 0 Report | Třinec            | (2:0, 0:0, 1:0) |
| Branky Třince nikdo                                                                              |           |             |                  |              |                   |                 |
| 07.                                                                                              | 2023/2024 | čtvrtfinále | Třinec           | 2 : 0 Report | České Budějovice  | (0:0, 0:0, 2:0) |
| Branky Třince 49:32 Miloš Roman, 59:07 Viliam Čacho                                              |           |             |                  |              |                   |                 |
|                                                                                                  |           |             |                  |              |                   |                 |
| Třinec 4x utkání vyhrál, 3x utkání prohrál Třinec 1x sérii vyhrál, 0x sérii prohrál              |           |             |                  |              |                   |                 |

### Body v play off podle sezón
- Zdroj - Zde

| 1995/1996 |
| 1996/1997 |
| 1997/1998 |
| 1998/1999 |
| 1999/2000 |
| 2000/2001 |
| 2001/2002 |
| 2002/2003 |
| 2003/2004 |
| 2004/2005 |
| 2005/2006 |
| 2006/2007 |
| 2007/2008 |
| 2008/2009 |
| 2009/2010 |
| 2010/2011 |
| 2011/2012 |
| 2012/2013 |
| 2013/2014 |
| 2014/2015 |
| 2015/2016 |
| 2016/2017 |
| 2017/2018 |
| 2018/2019 |
| 2019/2020 |
| 2020/2021 |
| 2021/2022 |
| 2022/2023 |
| 2023/2024 |
| 2024/2025 |

| Petr Sikora                     | 2       |
| Petr Zajonc a Dušan Adamčík     | 1       |
| Richard Král a Viktor Ujčík     | 8       |
| Petr Folta a Branislav Jánoš    | 5       |
| Václav Pletka                   | 2       |
| nehráli                         | nehráli |
| Marek Zadina                    | 6       |
| Jan Marek                       | 6       |
| Jiří Polanský                   | 3       |
| nehráli                         | nehráli |
| Jiří Polanský                   | 4       |
| Juraj Štefanka                  | 7       |
| Peter Barinka                   | 3       |
| Jozef Balej a David Květoň      | 3       |
| Ladislav Kohn                   | 3       |
| Martin Růžička                  | 17      |
| Miloslav Hořava                 | 4       |
| Martin Adamský                  | 8       |
| Martin Růžička                  | 7       |
| Erik Hrňa                       | 7       |
| Jiří Polanský                   | 3       |
| Cory Kane                       | 3       |
| David Cienciala a Jiří Polanský | 7       |
| Martin Růžička                  | 7       |
| nehrálo se - pandemie           |         |
| Martin Růžička                  | 8       |
| Andrej Nestrašil a Erik Hrňa    | 5       |
| Martin Růžička                  | 9       |
| David Cienciala                 | 9       |
| Ondřej Kovařčík                 | 4       |

| Petr Mainer                         | 2       |
| Petr Zajonc a Dušan Adamčík         | 2       |
| Richard Král                        | 12      |
| Richard Král                        | 7       |
| Václav Pletka                       | 2       |
| nehráli                             | nehráli |
| Richard Král                        | 6       |
| Richard Král                        | 8       |
| Jiří Polanský                       | 2       |
| nehráli                             | nehráli |
| Jaroslav Kudrna a Zdeněk Skořepa    | 3       |
| Jiří Polanský a Zdeněk Skořepa      | 6       |
| Zdeněk Skořepa                      | 3       |
| Jan Peterek a David Květoň          | 2       |
| Ladislav Kohn a Radek Bonk          | 3       |
| Martin Růžička                      | 16      |
| Jan Peterek a Josef Hrabal          | 3       |
| Jiří Polanský a Daniel Rákos        | 8       |
| Radek Bonk                          | 8       |
| Štefan Ružička                      | 9       |
| Martin Adamský                      | 4       |
| Lukáš Krajíček                      | 4       |
| Lukáš Krajíček                      | 11      |
| Martin Růžička                      | 11      |
| nehrálo se - pandemie               |         |
| Michael Špaček                      | 12      |
| Martin Růžička                      | 7       |
| Daniel Voženílek a Andrej Nestrašil | 10      |
| Tomáš Kundrátek                     | 11      |
| Andrej Nestrašil                    | 7       |

| Petr Mainer                                   | 3       |
| Petr Zajonc a Dušan Adamčík                   | 3       |
| Richard Král                                  | 20      |
| Richard Král                                  | 10      |
| Václav Pletka                                 | 4       |
| nehráli                                       | nehráli |
| Richard Král                                  | 9       |
| Richard Král                                  | 12      |
| Jiří Polanský                                 | 5       |
| nehráli                                       | nehráli |
| Jaroslav Kudrna a Jiří Polanský               | 4       |
| Juraj Štefanka a Zdeněk Skořepa               | 8       |
| Peter Barinka, Lubomír Korhoň a Jiří Polanský | 4       |
| David Květoň                                  | 5       |
| Ladislav Kohn                                 | 6       |
| Martin Růžička                                | 33      |
| Jan Peterek                                   | 4       |
| Martin Adamský                                | 15      |
| Radek Bonk                                    | 12      |
| Erik Hrňa                                     | 14      |
| Jiří Polanský                                 | 5       |
| Lukáš Krajíček a Cory Kane                    | 4       |
| David Cienciala                               | 16      |
| Martin Růžička                                | 18      |
| nehrálo se - pandemie                         |         |
| Martin Růžička a Matěj Stránský               | 15      |
| Andrej Nestrašil                              | 11      |
| Martin Růžička                                | 17      |
| Libor Hudáček                                 | 16      |
| Andrej Nestrašil                              | 8       |